# 荒木忍
荒木 忍（あらき しのぶ、1891年4月26日 - 1969年1月8日）は、日本の俳優である。本名は荒木 武雄（あらき たけお）。サイレント映画初期の時代である日活向島撮影所から、戦後の大映京都撮影所まで、長期にわたる芸歴をもつベテラン俳優として知られる。

## 人物・来歴
1891年（明治24年）4月26日、新潟県刈羽郡田尻村（現在の同県柏崎市田尻地区）に生まれる。『日本映画俳優全集・男優編』（キネマ旬報社）の荒木の項を執筆した奥田久司によれば、父は明治維新までは、長岡藩士であったという。
中頸城郡立高田農学校（現在の新潟県立高田農業高等学校）に進学するが、1906年（明治39年）ころに中途退学して東京に移る。東京瓦斯（東京ガス）の配管工を務めていたが、騙されてタコ部屋労働に押し込められるが、窮地から脱出し、地方巡業を行う劇団に参加した。1914年（大正3年）、東京・浅草公園六区の常盤座に出演する。
1921年（大正10年）、日活向島撮影所に入社、映画俳優に転身、記録に残るもっとも古い作品は、同年7月23日に公開された『破れ三味線』（監督大洞元吾）である。当時の同撮影所は、新派から新劇への過渡期にあり、1922年（大正11年）12月、田中栄三が監督した『京屋襟店』に出演、完成後の試写後の夜に、藤野秀夫、衣笠貞之助、島田嘉七、東猛夫ら幹部俳優13名が集団退社の辞表を提出、石井常吉の計画によって国際活映（国活）に引き抜かれる事件が起きるが、荒木もこれに連座し、国活に電撃的に移籍している。1923年（大正12年）3月、国活が製作を停止すると、同社を退社し、自らの一座を組んで東京から静岡、名古屋方面へ巡業の旅に出た。
1924年（大正13年）には、東京から京都に移り、牧野省三が主宰するマキノ映画製作所に入社するが、同社は同年、東亜キネマに吸収合併され、荒木は継続的に東亜キネマに入社、同社の甲陽撮影所に異動する。このとき、荒木は、マキノ映画製作所、吸収後は東亜キネマの等持院撮影所に至近の京都府京都市北区等持院西町2番地に居を構えた。翌年にはマキノ・プロダクションが設立され、牧野省三は再独立するが、荒木が同社へ移籍するのは、1926年（大正15年）のことであった。1929年（昭和4年）7月25日の牧野省三の死去後も同社に留まり、マキノ正博の新体制を支えた。
1931年（昭和6年）3月、経営が悪化した同社を退社、新興キネマに移籍、そのまま、第二次世界大戦戦時下の統制により、1942年（昭和17年）1月10日に同社が日活の製作部門等と合併して大映を形成するまで、同社に所属した。その後も、継続的に大映京都撮影所に所属、50代であった戦時中も、同撮影所の製作する映画に出演を続けた。
戦後も亡くなる直前まで、同撮影所に所属し、脇役・重鎮役での出演を続けた。牧野省三の三男・マキノ眞三がマキノ映画社や新光映画を設立すると、その作品にも出演した。日活向島撮影所での先輩であった衣笠貞之助の監督作、同撮影所の助監督および監督であった溝口健二の監督作には、所属の垣根を越えて出演している。1959年（昭和34年）までは、東映京都撮影所や松竹京都撮影所、宝塚映画製作所等の京阪神の他社に貸し出されて出演することも多かったが、1960年（昭和35年）以降は、大映京都撮影所作品にのみ出演するようになった。『日本映画俳優全集・男優編』の奥田久司によれば、奥田自身が大映京都撮影所の俳優部長であったとき、賃金の遅配がたびたび起きたが、荒木は「どうかご心配なく」と言い、責められもせず逆に幾度となく慰められたという。
1969年（昭和44年）1月8日、胃がんにより死去した。満77歳没。終生、東京から京都に移住して以来の等持院の家から、転居をしなかったという。亡くなる前年、1968年（昭和43年）6月15日に公開された 『牡丹燈籠』（監督山本薩夫）が遺作となった。長女の荒木雅子は、『日本映画俳優全集・男優編』が発行された1979年（昭和54年）の時点では松竹芸能所属の女優であった。

## フィルモグラフィ
クレジットはすべて「出演」である。公開日の右側には役名、および東京国立近代美術館フィルムセンター（NFC）、マツダ映画社所蔵等の上映用プリントの現存状況についても記す。同センター等に所蔵されていないものは、とくに1940年代以前の作品についてはほぼ現存しないフィルムである。資料によってタイトルの異なるものは併記した。

### 日活向島撮影所
すべて製作は「日活向島撮影所」、配給は「日活」、すべてサイレント映画である。
- 『破れ三味線』 : 監督大洞元吾、1922年7月23日公開
- 『水道人夫』 : 監督不明、1922年8月11日公開
- 『不如帰』 : 監督不明、原作徳富蘆花、製作日活向島撮影所第三部、1922年9月23日公開 - 山本兵造
- 『響』 : 監督不明、製作日活向島撮影所第三部、1922年10月5日公開 - 都築都太郎
- 『恋より死へ』 : 監督田中栄三、1922年11月19日公開
- 『緑の牧場』 : 監督若山治、原作野村愛正、1922年11月30日公開 - 小学校教師・青葉基彌
- 『京屋襟店』 : 監督田中栄三、1922年12月30日公開 - 土工の三・医師岡野周太郎（二役）

### 国際活映巣鴨撮影所
すべて製作は「国際活映巣鴨撮影所」、配給は「国際活映」、すべてサイレント映画である。
- 『鷲津村の娘』 : 監督坂田重則（阪田重則）、1922年12月31日公開
- 『若き妻の死』 : 監督坂田重則、1923年2月1日公開
- 『父の罪』 : 監督村田実、1923年2月22日公開
- 『愛情の極み』 : 監督坂田重則、1923年3月13日公開

### マキノ映画製作所等持院撮影所
すべて製作は「マキノ映画製作所等持院撮影所」、配給は「マキノ映画製作所」、すべてサイレント映画である。
- 『桜田快挙録』 : 監督後藤秋声、1924年3月14日公開 - 頼三樹三郎
- 『桐の雨』 : 監督衣笠貞之助、1924年3月28日公開 - 金貸庄兵衛
- 『煩悩地獄』 : 監督二川文太郎、1924年5月23日公開 - 仏師弥兵衛
- 『鬼神 由利刑事』 : 監督衣笠貞之助、1924年6月6日公開
- 『関守の情』 : 監督後藤秋声、1924年6月25日公開 - 片岡八郎
- 『争闘』 : 監督金森万象、1924年8月15日公開 - 流彩元、90分尺で現存（NFC所蔵[9]）

### 東亜キネマ等持院撮影所
特筆以外すべて製作は「東亜キネマ等持院撮影所」、配給は「東亜キネマ」、すべてサイレント映画である。
- 『宵夜町心中』 : 監督二川文太郎、1924年7月11日公開 - 和泉屋清左衛門
- 『国定忠次信州都落ち』 : 監督二川文太郎、1924年9月5日公開 - 山形屋藤蔵
- 『どん底』 : 監督阪田重則、製作東亜マキノ甲陽撮影所、1924年9月24日公開 - 重吉

### 東亜キネマ甲陽撮影所
すべて製作は「東亜キネマ甲陽撮影所」、配給は「東亜キネマ」、すべてサイレント映画である。
- 『風刺小品集 第一篇 狂』（『狂』[4]） : 監督井上金太郎、1924年10月8日公開
- 『燃ゆる潮』 : 監督上月吏、1924年11月15日公開
- 『顔』 : 監督井上金太郎、1924年12月18日公開
- 『母』 : 監督桜庭喜八郎（桜庭青蘭）、1925年1月22日公開
- 『春の海』 : 監督賀古残夢、1925年製作・公開
- 『金色の塔』 : 監督桜庭青蘭、1925年2月19日公開 - 国助の養子為三
- 『闘争の後』（『闘争の夜』[4]） : 監督仁科熊彦、1925年3月4日公開
- 『恩愛を賭して』 : 監督賀古残夢、1925年4月1日公開
- 『新竹取物語』 : 監督曾根純三、1925年4月8日公開 - 旅芸人伊佐吉（主演）
- 『時に叛く者』 : 監督賀古残夢、1925年5月7日公開 - 主演
- 『春怨』 : 監督賀古残夢、1925年5月13日公開
- 『盲目の使者』 : 監督賀古残夢、1925年6月19日公開 - 主演
- 『孝女白菊』 : 監督賀古残夢、1925年8月5日公開 - 主演、『西南戰爭悲史 孝女白菊』の題44分尺で現存（NFC所蔵[9]）
- 『並木路寂し』 : 監督賀古残夢、1925年8月19日公開 - 主演
- 『緑の平野』 : 監督賀古残夢、1925年9月8日公開
- 『炎の中に』 : 監督桜庭青蘭、1925年9月15日公開
- 『漁村の秋』 : 監督賀古残夢、1925年11月28日公開 - 庄兵衛（主演）
- 『光明の前に』 : 監督賀古残夢、1925年製作・公開 - 主演
- 『村の悲劇』 : 監督賀古残夢、1925年製作・公開
- 『春の歌』 : 監督賀古残夢、1926年1月4日公開 - 羽根田鵠三（叔父）
- 『仮面』 : 監督細山喜代松、1926年2月14日公開
- 『臆病物』（『臆病者』[4]） : 監督細山喜代松、1926年3月5日公開 - 主演
- 『第二の熱情』 : 監督竹内俊一、1926年4月1日公開 - 主演
- 『悲恋の水車』 : 監督竹内俊一、1926年4月22日公開
- 『消すな灯』 : 監督上月吏、1926年5月21日公開

### マキノプロダクション御室撮影所

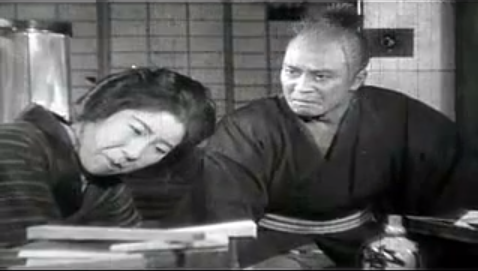
『浪人街 第二話 楽屋風呂』（1929年）出演時、満37歳。左はその娘役の松浦築枝（当時満21歳）。

特筆以外すべて製作は「マキノプロダクション御室撮影所」、配給は「マキノ・プロダクション」、特筆以外すべてサイレント映画である。
- 『赤城山颪』 : 監督沼田紅緑、1926年8月27日公開
- 『砕かれた人形』 : 監督曾根純三、1926年8月27日公開 - 主演
- 『どんどろ堀』 : 監督二川文太郎、1926年10月1日公開 - 伯父惣右衛門・直床の主人直吉（二役）
- 『バィオレットお伝』（『ヴァイオレットお伝』[4]） : 監督高見貞衛、1926年10月8日公開 - 船長沖大蔵
- 『青い眼の人形』（『青い目の人形』[4]） : 監督富沢進郎・マキノ正博、1926年10月22日公開 - 老人内田幸吉（主演）
- 『照る日くもる日 第一篇』 : 監督二川文太郎、1926年11月7日公開 - 釜無の仁三
- 『照る日くもる日 第二篇』 : 監督二川文太郎、1926年11月26日公開 - 釜無の仁三
- 『照る日くもる日 第三篇』 : 監督中島宝三、1926年12月15日公開 - 釜無の仁三
- 『おりゃんこ半次』 : 監督井上金太郎、1927年1月5日公開 - うんざり運平（岡引）
- 『大尉の娘』 : 監督井上金太郎、1927年1月10日公開 - その弟平山
- 『狼火』 : 監督金森万象、1927年1月21日公開
- 『影』 : 監督曾根純三、1927年2月25日公開 - 怪しい男
- 『生さぬ仲』 : 監督賀古残夢、製作賀古プロダクション、配給マキノプロダクション、1927年2月25日公開
- 『照る日くもる日 第四篇』 : 監督人見吉之助、1927年4月7日公開 - 釜無の仁三
- 『新生の妻』 : 監督高見貞衛、1927年4月15日公開 - 夫泰介
- 『人間治郎吉』 : 監督勝見正義、製作勝見庸太郎プロダクション、配給マキノプロダクション、1927年4月29日公開 - 早縄半次
- 『隼 前篇』 : 監督高見貞衛、1927年5月13日公開 - 杵太
- 『隼 後篇』 : 監督高見貞衛、1927年6月3日公開 - 杵太
- 『炎の空』 : 監督鈴木謙作、製作聯合映画芸術家協会、配給マキノプロダクション、1927年7月8日公開 - 南條秀夫
- 『いろは仮名四谷怪談 前篇』 : 監督井上金太郎、1927年7月14日公開 - 伊藤喜兵衛
- 『いろは仮名四谷怪談 後篇』 : 監督井上金太郎、1927年7月22日公開 - 伊藤喜兵衛
- 『砂絵呪縛 第一篇』 : 監督金森万象、1927年9月8日公開 - 砂絵師藤兵衛
- 『砂絵呪縛 第二篇』 : 監督金森万象、1927年9月8日公開 - 砂絵師藤兵衛
- 『人情悲譚 鬼薊』（『鬼薊』[4]） : 監督曾根純三、1927年9月30日公開 - 左官清五郎（主演）
- 『任侠二刀流 第一篇』 : 監督高見貞衛、1927年11月11日公開 - 太郎丸・薬草道人（二役）
- 『祇園夜話 みだれ髪』（『みだれ髪』[4]） : 監督人見吉之助、1927年11月18日公開 - 主演
- 『砂絵呪縛 終篇』 : 監督金森万象、1927年12月15日公開 - 砂絵師 藤兵衛
- 『任侠二刀流 第二篇』 : 監督高見貞衛、1927年12月15日公開 - 太郎丸・薬草道人（二役）
- 『毒蛇』 : 監督二川文太郎、1928年1月5日公開
- 『任侠二刀流 終篇』 : 監督高見貞衛、1928年2月10日公開 - 太郎丸・薬草道人（二役）
- 『角兵衛獅子功名帖』 : 監督曾根純三、1928年2月10日公開 - 阿部駿河守
- 『燃ゆる花片』 : 監督マキノ正博、製作マキノプロダクション名古屋撮影所、配給マキノプロダクション、1928年3月1日公開
- 『忠魂義烈 実録忠臣蔵』 : 監督マキノ省三、1928年3月14日公開 - 吉良間者 前野平内、78分尺で現存（NFC所蔵[9]）
- 『間者』 : 監督マキノ正博・松田定次・稲葉蛟児、1928年4月15日公開 - 前野平内
- 『仇討世相録』 : 監督金森万象、1928年4月15日公開 - 南郷忍
- 『新版大岡政談 前篇』（『大岡政談 鈴川源十郎の巻』[4]） : 監督二川文太郎、1928年5月5日（5月6日[4]）公開 - 蒲生泰軒
- 『新版大岡政談 中篇』 : 監督二川文太郎、1928年5月18日公開 - 蒲生泰軒
- 『百三十里はるばると』 : 監督中島宝三、1928年6月1日公開 - 主演
- 『鬼神 前篇』 : 監督押本七之助、1928年7月13日公開
- 『敵討制度』 : 監督金森万象、1928年7月20日公開
- 『天明果報談』 : 監督金森万象、1928年7月20日公開 - 岡ッ引千手甚七
- 『海の兄妹』 : 監督人見吉之助、1928年8月15日公開
- 『掟』 : 監督押本七之助、1928年8月30日公開 - 主演
- 『鬼神 後篇』 : 監督押本七之助、1928年10月5日公開
- 『つづれ烏羽玉 第一篇』 : 監督稲葉蛟児、1928年11月1日公開 - 目明し いろは屋文次
- 『浪人街 第二話 楽屋風呂第一篇』 : 監督マキノ正博、1929年1月15日公開 - 父倉橋九郎兵衛、73分尺で現存（NFC所蔵[9]）
- 『浪人街 第二話 楽屋風呂解決篇』 : 監督マキノ正博、1929年2月8日公開 - 父倉橋九郎兵衛
- 『帰らぬ父』 : 監督稲葉蛟児、1929年2月22日公開 - 小野圭太郎
- 『アラビヤの唄』 : 監督川浪良太、1929年3月1日公開 - 父
- 『大化新政』 : 監督マキノ省三、監督補助二川文太郎・稲葉蛟児・金森万象・マキノ正博・松田定次・中島宝三・押本七之助・吉野二郎、1929年3月1日公開 - 忠臣鎌足
- 『豊大閤 足軽篇』 : 監督中島宝三、1929年3月21日公開 - 柴田勝家
- 『弥次喜多 東海道の巻』（『弥次喜多 第一篇』[4]） : 監督井上金太郎、1929年4月19日（4月13日[4]）公開
- 『ある女と画家』（『或る女と画家』[4]） : 監督滝沢英輔、1929年4月26日公開
- 『毛綱』 : 監督吉野二郎、1929年7月1日公開
- 『短銃と宝石』 : 監督川浪良太、1929年9月6日公開 - 主演
- 『西南戦争』 : 監督中島宝三、1929年10月4日公開 - 伊丹万助
- 『国定忠次の遺児』 : 監督二川文太郎、1929年10月17日公開 - 父八木又右衛門
- 『荒木又右衛門 全五篇』 : 監督マキノ正博・二川文太郎・押本七之助・金森万象・吉野二郎・中島宝三、1929年11月1日公開 - 父彦太夫
- 『浪人街 第三話 憑かれた人々』 : 監督マキノ正博、1929年11月15日公開 - 隅田八十右衛門
- 『大逆倫』 : 監督勝見正義、製作勝見庸太郎プロダクション、配給マキノプロダクション、1929年11月22日公開 - 片倉小十郎
- 『少佐の娘』 : 監督稲葉蛟児、トーキー、1930年1月10日公開 - 老少佐
- 『巷譚 両国橋』（『両国橋』[4]） : 監督中島宝三、1930年1月10日公開 - 指方平六
- 『運命線上に躍る人々』 : 監督マキノ正博・久保為義、1930年2月14日公開 - 社長大庭
- 『オイコラ行進曲 湯煙り長屋合戦の巻』（『オイコラ行進曲 湯煙長屋合戦の巻』[4]） : 監督松田定次、1930年2月21日公開 - 金兵衛
- 『父』 : 監督稲葉蛟児、1930年3月21日公開
- 『白銀の丘』 : 監督川浪良太、1930年4月4日公開 - 鈴脇忠造
- 『本朝野士縁起 第一篇』 : 監督中島宝三、1930年5月1日公開 - 島左近
- 『湖畔の家』 : 監督金森万象、1930年5月16日公開 - 主演
- 『かげろう噺』（『かげらう噺』[4]） : 監督並木鏡太郎、1930年5月23日公開
- 『南極に立つ女』 : 監督滝沢英輔、1930年6月20日公開
- 『熊本城非常警砲』 : 監督中島宝三、1930年7月1日公開
- 『少年戦線』 : 監督三上良二、1930年7月6日公開 - 伯父、『改訂 少年戰線』の題・62分尺で現存（NFC所蔵[9]）
- 『近世毒婦伝 明治五人女』（『明治五人女』[4]） : 監督吉野二郎、1930年7月6日公開
- 『嬰児殺し』 : 監督マキノ正博・久保為義、1930年7月13日公開
- 『怪談累ケ淵』 : 監督二川文太郎、1930年8月15日公開 - 皆川宗悦
- 『進軍喇叭』 : 監督阪田重則、1930年9月26日公開 - 主演
- 『須磨の仇浪』 : 監督三上良二、1930年10月3日公開 - 玉居徳衛
- 『続お洒落狂女』 : 監督吉野二郎、1930年12月19日公開 - 中村屋熊右衛門
- 『里見八剣伝』 : 監督吉野二郎、1931年1月5日公開 - 赤岩一角
- 『幕末風雲記 堀新兵衛の巻 新門辰五郎の巻 清水次郎長の巻』 : 監督マキノ正博・稲葉蛟児・久保為義、1931年1月30日公開
- 『処女爪占師』 : 監督吉野二郎、1931年2月13日公開 - 鳥羽の渦平
- 『血ろくろ伝記 前篇』 : 監督金森万象、1931年3月6日公開 - 生田弁左衛門（主演）、65分尺で現存（NFC所蔵[9]）
- 『紅蝙蝠』 : 監督勝見正義、1931年3月13日公開 - 田沼主殿頭
- 『昭和人情噺』 : 監督吉野二郎、1931年3月13日公開 - 俥夫源兵衛（主演）

### 新興キネマ
特筆以外すべて製作は「新興キネマ」および「新興キネマ京都撮影所」、配給は「新興キネマ」、特筆以外すべてサイレント映画である。
- 『鉄の花環 前篇 暴風を呼ぶもの』 : 監督曾根純三、1932年1月14日公開 - お浅の父喜平
- 『鉄の花環 後篇 相寄る魂』 : 監督曾根純三、1932年2月4日公開 - お浅の父喜平
- 『護国の鬼古賀連隊長』（『護国の鬼 古賀聯隊長』[4]） : 監督高見貞衛、1932年2月21日公開 - 鶴見大佐
- 『肉弾三勇士』 : 監督石川聖二、1932年3月3日公開 - 連隊長
- 『空閑少佐』 : 監督松石修、1932年3月10日公開 - 空閑少佐（主演）
- 『エンコの六』 : 監督曾根純三、1932年3月24日公開 - 大野木刑事
- 『上海』 : 監督印南弘、1932年4月22日公開 - 奇術師昭旭斎天龍
- 『征けよ我が子』 : 監督川浪良太、1932年5月5日公開 - 金造の父吉造
- 『月魄』 : 監督渡辺新太郎、1932年5月25日公開 - 倭文子の父益良
- 『満州娘』 : 監督渡辺新太郎、1932年6月10日公開 - 満州の志士段鉄山
- 『伊太八縞』 : 監督松田定次、1932年6月30日公開 - 浪人関根弥次郎
- 『新祇園小唄』 : 監督曾根純三、1932年9月1日公開 - 職工久平
- 『姿なき怪盗 前篇』 : 監督曾根純三、1932年9月22日公開 - 植物学者麻山三吉
- 『まぼろしの母』 : 監督清涼卓明、1932年11月1日公開 - 船頭五平
- 『天狗廻状 前篇』 : 監督山中貞雄、製作嵐寛寿郎プロダクション、配給新興キネマ、1932年11月17日公開 - 宗像近江守
- 『姿なき怪盗 後篇』 : 監督曾根純三、1932年11月17日公開 - 植物学者麻山三吉
- 『嫁ケ淵』 : 監督寿々喜多呂九平、1932年11月24日公開 - 小作人定吉
- 『白蓮』 : 監督木村恵吾、製作入江プロダクション、配給新興キネマ、1932年12月8日公開 - 九州の鉱山王穂波藤太
- 『魔笛』 : 監督渡辺新太郎、1932年12月15日公開 - 伯爵春日野為滋
- 『天狗廻状 後篇』 : 監督並木鏡太郎、製作嵐寛寿郎プロダクション、配給新興キネマ、1932年12月15日公開 - 宗像近江守
- 『栄え行く道』 : 監督曾根純三、1933年1月7日公開 - 深谷作太郎
- 『妖魔の絵暦』 : 監督石田民三、1933年1月22日公開 - 元代官辻縫殿
- 『街の青空』 : 監督木村恵吾、1933年2月3日公開 - 刑事進藤
- 『ふらんす人形』 : 監督印南弘、1933年2月8日公開 - 三木荘助
- 『女夫浪』 : 監督曾根純三、1933年3月1日公開 - 日頭の片腕高峰輝彦
- 『時雨ひととき』 : 監督川手二郎、1933年3月13日公開 - 香代子の父兵太郎
- 『感激の人生』 : 監督村上潤、1933年5月4日公開 - 孝の父哲三
- 『花嫁選手』 : 監督川手二郎、1933年5月25日公開 - 銅成金森田信吉
- 『さけぶ雷鳥』 : 監督松田定次、1933年5月25日公開 - 名人鍔師光親
- 『黄金騎士 前篇 陽に叛くもの』 : 監督白井戦太郎、製作嵐寛寿郎プロダクション、配給新興キネマ、1933年6月15日公開 - 阿部豊後守用人遠山圭左衛門
- 『くらやみ河岸』 : 監督寿々喜多呂九平、1933年7月6日公開 - 目明かし高橋の伝八
- 『碁盤縞の女』 : 監督印南弘、1933年8月3日公開 - 由起子の父
- 『焔魔地獄』 : 監督石田民三、1933年10月11日公開 - 大学の重臣里見甚八郎
- 『剣鬼三人旅』 : 監督並木鏡太郎、製作嵐寛寿郎プロダクション、配給新興キネマ、1933年10月14日公開 - 家老藤屋大和
- 『母三人 前篇』 : 監督曾根純三、1933年10月19日公開 - 育ての親山崎利三郎
- 『母三人 後篇』 : 監督曾根純三、1933年10月25日公開 - 育ての親山崎利三郎
- 『警察官』 : 監督内田吐夢、1933年11月30日公開 - 大島署長、121分尺で現存（NFC所蔵[9]）
- 『ひよどり草紙 前篇』 : 監督曾根純三、1933年11月30日公開 - 斯波丹波守
- 『ひよどり草紙 後篇』 : 監督曾根純三、1933年12月7日公開 - 斯波丹波守
- 『お山の大将』 : 監督高見貞衛、1933年製作・公開 - 校長宇野
- 『藤三行状記 前篇』 : 監督松田定次、1934年1月7日公開 - 倉滝銀兵衛
- 『大高源吾』 : 監督押本七之助、1934年1月26日公開 - 宝井其角
- 『藤三行状記 後篇』 : 監督松田定次、1934年1月26日公開 - 倉滝銀兵衛
- 『伊達事変』 : 監督渡辺新太郎、1934年2月15日公開 - 駒北庄八郎
- 『松五郎鴉 前篇 三州星月夜の巻』（『松五郎鴉 三州星月夜の巻』[4]） : 監督並木鏡太郎、製作嵐寛寿郎プロダクション、配給新興キネマ、1934年3月1日公開 - 岡村屋乙吉
- 『月よりの使者』 : 監督田坂具隆、1934年3月29日公開 - 刑務所長、147分尺で現存（NFC所蔵[9]）
- 『松五郎鴉 後篇 乱雲秋葉山の巻』 : 監督並木鏡太郎、製作嵐寛寿郎プロダクション、配給新興キネマ、1934年4月12日公開 - 岡村屋乙吉
- 『妖麗』 : 監督田中重雄、1934年5月3日公開 - 俊太郎の義弟小林東一郎
- 『若衆髷』 : 監督村田正雄、1934年5月10日公開 - 段塚剛蔵
- 『水戸黄門 前篇』 : 監督押本七之助、1934年5月29日公開 - 岡崎藩の家老練馬平左衛門
- 『女心双情記』 : 監督松田定次、1934年6月28日公開 - 家老真垣兵庫
- 『紅頬褪せる時』 : 監督寿々喜多呂九平、1934年6月28日公開 - 株屋丸嘉の主津島嘉七
- 『水戸黄門 後篇』 : 監督押本七之助、1934年7月5日公開 - 岡崎藩の家老練馬平左衛門
- 『男の掟』 : 監督田中重雄、1934年7月14日公開 - 司法主任
- 『不良少年の父』 : 監督曾根純三、1934年7月26日公開 - 辻勘六
- 『東郷盃』 : 監督曽根千晴（曾根純三）、1934年8月11日公開 - 東郷司令長官
- 『仇討妻恋坂』 : 監督石田民三、1934年9月13日公開 - 家老榎原主膳
- 『喧嘩一代』 : 監督山本松男、製作嵐寛寿郎プロダクション、配給新興キネマ、1934年9月20日公開 - 下仁田の鬼定
- 『万五郎青春記』 : 監督藤田潤一、1934年9月27日公開 - 藪田助八
- 『帰去来峠』 : 監督松田定次、サウンド版、1934年11月1日公開 - 砂田胡十郎
- 『世紀の青空』 : 監督牛原虚彦、製作高田プロダクション、配給新興キネマ、サウンド版、1934年11月15日公開 - 五堂信託社長瀬尾現造
- 『鞍馬天狗 第一篇 絨り首暗躍篇』（『鞍馬天狗 鉞組暗躍篇』[9]） : 監督曽根千晴、製作嵐寛寿郎プロダクション、配給新興キネマ、サウンド版、1934年12月31日公開 - 水上勘兵衛、1分尺の断片が現存（NFC所蔵[9]）
- 『鞍馬天狗 第二篇 丁字屋敷活殺篇』 : 監督曽根千晴、製作嵐寛寿郎プロダクション、配給新興キネマ、サウンド版、1935年1月5日公開 - 水上勘兵衛
- 『鞍馬天狗 第三篇 影義隊乱刃篇』 : 監督曽根千晴、製作嵐寛寿郎プロダクション、配給新興キネマ、サウンド版、1935年1月15日公開 - 水上勘兵衛

京都撮影所
特筆以外すべてトーキーである。
- 『明けゆく空』 : 監督田中重雄、サイレント映画、1935年1月20日公開 - 関西財界の大立者山脇団次郎
- 『忠次売出す』 : 監督伊丹万作、1935年2月28日公開 - 百々村紋二
- 『民衆の太陽』 : 監督上野真嗣、製作新興キネマ東京撮影所、配給新興キネマ、サウンド版、1935年2月28日公開 - 橋本署長
- 『白銀の王座 前篇』 : 監督内田吐夢、製作新興キネマ東京撮影所、配給新興キネマ、サウンド版、1935年4月3日公開 - 山の老爺
- 『白銀の王座 後篇』 : 監督内田吐夢、製作新興キネマ東京撮影所、配給新興キネマ、サウンド版、1935年4月3日公開 - 山の老爺
- 『国を護る者日蓮』 : 監督曽根千晴、製作新興キネマ東京撮影所、配給新興キネマ、1935年4月7日公開 - 良観
- 『黄門漫遊記』 : 監督押本七之輔（押本七之助）、サイレント映画、1935年4月18日公開 - 秋島主膳
- 『恋愛ホテル』 : 監督久松静児、製作新興キネマ東京撮影所、配給新興キネマ、サイレント映画、1935年4月24日公開 - 東洋製鋼社長鹿島乙衛
- 『男三十前』 : 監督牛原虚彦、製作高田プロダクション、配給新興キネマ、1935年5月15日公開 - 鈴の家主人和田文之助
- 『愛憎一代』 : 監督松田定次、サウンド版、1935年6月6日公開 - 薩摩の士官瀬古惣蔵
- 『活人剣 荒木又右衛門』 : 監督マキノ正博、製作嵐寛寿郎プロダクション、配給新興キネマ、1935年8月15日公開 - 河合甚左衛門
- 『武蔵野くづれ』 : 監督押本七之輔、サウンド版、1935年9月26日公開 - 八王子の繭問屋有富五左衛門
- 『鞍馬天狗 江戸日記 前篇』 : 監督山本松男、製作嵐寛寿郎プロダクション、配給新興キネマ、サウンド版、1935年10月3日公開 - 根岸丹後守
- 『御存知文七元結 江戸ッ子長兵衛』（『御存知文七元結』[4]） : 監督山内英三、サウンド版、1935年10月10日公開 - 清左衛門
- 『新納鶴千代』 : 監督伊藤大輔、応援監督西原孝、1935年10月15日公開 - 一條成久
- 『元禄村雨笠』 : 監督押本七之輔、サウンド版、1935年11月10日公開 - 大石良雄
- 『右門捕物帖 花嫁地獄変』（『花嫁地獄変』[4]） : 監督二川文太郎、製作嵐寛寿郎プロダクション、配給新興キネマ、1935年11月16日公開 - 松平頼母
- 『妖炎菩薩』 : 監督石田民三、サウンド版、1935年11月29日公開 - 親分雁の重圧
- 『黄昏地蔵 前篇 疾風転変の巻』 : 監督振津嵐峡、製作片岡千恵蔵プロダクション、配給新興キネマ、1935年11月29日公開 - 駒田の倉吉
- 『風流奴髭』 : 監督松田定次、サウンド版、1935年12月14日公開 - 旗本影浦弥十郎
- 『黄昏地蔵 後篇 血河復讐の巻』 : 監督原顕義、製作片岡千恵蔵プロダクション、配給新興キネマ、1935年12月21日公開 - 駒田の倉吉
- 『太閤記 藤吉郎出世飛躍の巻』 : 監督渡辺新太郎、サウンド版、1936年1月5日公開 - 蜂須賀小六
- 『子負ひ虫』 : 監督益田晴夫、製作嵐寛寿郎プロダクション、配給新興キネマ、1936年1月15日公開 - 土地の顔役虎五郎
- 『浪人囃子』 : 監督藤田潤一、1936年1月25日公開 - 甚兵衛
- 『闇討仁義』（『雪宵鴉』） : 監督三田一、サウンド版、1936年1月25日公開 - 藤堂の勘助
- 『文政妖婦伝 姐妃殺し』 : 監督石田民三、サウンド版、1936年2月21日公開 - 城代家老佐竹壱岐
- 『安兵衛十八番斬り』 : 監督益田晴夫、製作嵐寛寿郎プロダクション、配給新興キネマ、サウンド版、1936年3月4日公開 - 堀部弥兵衛
- 『快傑黒頭巾 前篇』 : 監督渡辺新太郎、サウンド版、1936年3月21日公開 - 小栗上野介
- 『快傑黒頭巾 後篇』 : 監督渡辺新太郎、サウンド版、1936年4月29日公開 - 小栗上野介
- 『逢はずの四郎蔵』 : 監督押本七之輔、サウンド版、1936年5月8日公開 - 大場の五左衛門
- 『宮本武蔵 地の巻』 : 監督滝沢英輔、製作嵐寛寿郎プロダクション、配給新興キネマ、1936年5月16日公開 - 青木丹左衛門
- 『夜嵐お絹』 : 監督渡辺新太郎、サウンド版、1936年6月5日公開 - 親方五兵衛
- 『五月晴一本鎗』 : 監督石田民三、1936年6月12日公開 - 江戸家老田村群兵衛
- 『破れ合羽』 : 監督吉田保次、サウンド版、製作嵐寛寿郎プロダクション、配給新興キネマ、1936年7月3日公開 - 長野原の重助
- 『悲恋嵐の道』 : 監督押本七之輔、サウンド版、1936年7月25日公開 - 宿屋を営む久兵衛
- 『虚無僧系図 後篇』 : 監督渡辺新太郎、サウンド版、1936年8月27日公開 - 新井白石
- 『海道百里』 : 監督石田民三・滝沢英輔・堀田正彦、サウンド版、1936年9月1日公開 - 六地蔵の仙太
- 『黎明の血陣』 : 監督土肥正幹、サウンド版、1936年9月10日公開 - 九郎太
- 『御存知鞍馬天狗 宗十郎頭巾』 : 監督仁科熊彦、製作嵐寛寿郎プロダクション、配給新興キネマ、1936年10月1日公開 - 南日郷左衛門
- 『伽羅香若衆』 : 監督押本七之輔、1936年10月24日公開 - 用人大須賀左膳
- 『開化悲聞 男の道』 : 監督仁科熊彦、製作嵐寛寿郎プロダクション、配給新興キネマ、1936年10月31日公開 - 鐘道の兼次
- 『浪人大将』 : 監督渡辺新太郎、サウンド版、1936年11月7日公開 - 老浪人藤堂左門
- 『沓掛時次郎』 : 監督西原孝、1936年11月15日公開 - 聖天の権
- 『哀艶人情双六』 : 監督土肥正幹、サウンド版、1936年11月26日公開 - 与平
- 『武道伝来記』 : 監督木村恵吾、1936年11月29日公開 - 戸川八郎左衛門
- 『伊達競艶録』 : 監督寿々喜多呂九平、1936年12月3日公開 - 伊達兵部
- 『右門捕物帖 雪夜の謎』 : 監督仁科熊彦、製作嵐寛寿郎プロダクション、配給新興キネマ、1936年12月31日公開 - 奉行神尾元勝
- 『国訛道中笠』 : 監督仁科熊彦、製作嵐寛寿郎プロダクション、配給新興キネマ、1937年1月14日公開 - 山形屋藤蔵、63分尺で現存（NFC所蔵[9]）
- 『縁結びの三五郎』 : 監督竹久新、1937年1月22日公開 - 酒屋の常右衛門
- 『安兵衛侠の唄』 : 監督渡辺新太郎、1937年1月28日公開 - 堀部弥兵衛
- 『鳴門秘帖 鳴門篇』 : 監督吉田保次、製作嵐寛寿郎プロダクション、配給新興キネマ、1937年2月18日公開 - 高木竜耳軒
- 『べらんめえ十万石』 : 監督仁科熊彦、製作嵐寛寿郎プロダクション、配給新興キネマ、1937年3月18日公開 - 旗本匂坂伊織
- 『岩見重太郎』 : 監督押本七之輔、1937年4月1日公開 - 唐津の庄屋村松平左衛門
- 『旅の風来坊』 : 監督仁科熊彦、製作嵐寛寿郎プロダクション、配給新興キネマ、1937年4月22日公開 - 猪の五郎七
- 『さむらひ音頭』 : 監督木村恵吾、1937年4月29日公開 - 御殿医大原柳伯
- 『右門捕物帖 木曽路の謎』（『木曽路の謎』[4]） : 監督吉田保次、製作嵐寛寿郎プロダクション、配給新興キネマ、1937年5月30日公開 - 堀内左衛門
- 『水戸黄門漫遊記 九紋龍之巻』 : 監督渡辺新太郎、1937年6月24日公開 - 真田伊豆守信房
- 『南風薩摩歌』 : 監督牛原虚彦、1937年7月10日公開 - 宿屋の亭主善兵衛
- 『仇討天下茶屋』 : 監督押本七之輔、1937年7月21日公開 - 早瀬玄蕃
- 『御存知鞍馬天狗 千両小判』 : 監督仁科熊彦、製作嵐寛寿郎プロダクション、配給新興キネマ、1937年7月29日公開 - 北大路卿
- 『鬼傑白頭巾』 : 監督木藤茂、1937年8月5日公開 - 横山刑部
- 『女賊と捕手』 : 監督寿々喜多呂九平、1937年9月1日公開 - 岡っ引き新五郎
- 『変化如来』 : 監督西原孝、1937年9月16日公開 - 北町奉行鳥井甲斐守
- 『盗人厩』 : 監督仁科熊彦、1937年10月1日公開 - 馬盗人斧右衛門
- 『岡野金右衛門』 : 監督森一生、1937年10月7日公開 - お艶の父大工の久兵衛
- 『旗本伝法 竜の巻』 : 監督牛原虚彦、1937年11月3日公開 - 石河土佐守
- 『旗本伝法 虎の巻』 : 監督牛原虚彦、1937年11月11日公開 - 石河土佐守
- 『足軽大名』 : 監督押本七之輔、1937年12月31日公開 - 井伊家の足軽組小頭源兵衛
- 『柳生二蓋笠』[4][9]（『柳生二蓋流』） : 監督仁科紀彦（仁科熊彦）、1938年1月7日公開 - 柳生但馬守、58分尺で現存（NFC所蔵[9]）
- 『女郎蜘蛛』 : 監督木藤茂、1938年2月3日公開 - 源太郎の伯父平右衛門
- 『剣豪荒木又右衛門』 : 監督伊藤大輔、1938年3月10日公開 - 平作
- 『怪猫五十三次』 : 監督押本七之輔、1938年5月4日公開 - 本多家家老伊奈右馬之丞
- 『紀国屋文左衛門』 : 監督野淵昶、1938年5月12日公開 - 勘定奉行萩原重秀
- 『恋愛剣法』 : 監督寺門静吉、1938年5月12日公開 - 小田原藩指南番河本勘右衛門
- 『叫ぶ野武士』 : 監督牛原虚彦、1938年6月15日公開 - 飛騨の伝ねむ
- 『黒田誠忠録』 : 監督衣笠貞之助、製作松竹下加茂撮影所、配給松竹、1938年6月17日公開 - 小川内臓充
- 『薩摩飛脚』 : 監督伊藤大輔、1938年8月13日公開 - 伊庭玄章、86分尺で現存（NFC所蔵[9]）
- 『お洒落狂女』 : 監督寿々喜多呂九平、1938年8月20日公開 - 田安穆翁
- 『怪談濡衣草紙』 : 監督仁科紀彦、1938年9月1日公開 - 武蔵屋太兵衛
- 『龍虎日本晴』 : 監督押本七之輔、1938年9月29日公開 - 一重の父大河儀兵衛
- 『宮本武蔵』 : 監督森一生、1938年10月13日公開 - 塚原卜伝
- 『水戸の小天狗』 : 監督押本七之輔、1938年12月8日公開 - 吉川監物の家臣国次惣左衛門
- 『五郎正宗』 : 監督木藤茂、1938年12月15日公開 - 森川右馬之亟
- 『暴れ剣法』 : 監督吉田信三、製作新興キネマ東京撮影所、配給新興キネマ、1938年12月25日公開 - 丹後宮津藩の江戸家老長坂隼人
- 『富士川の血煙』 : 監督押本七之輔、1939年1月7日公開 - 代官
- 『伊達大評定』 : 監督仁科紀彦、1939年1月14日公開 - 板倉内膳
- 『中将姫』 : 監督野淵昶、1939年2月15日公開 - 鏡大臣
- 『忠孝小笠原狐』 : 監督仁科紀彦、1939年3月15日公開 - 分家の小笠原近江守
- 『吉野勤王党』 : 監督森一生、1939年4月1日公開 - 中ノ荘の円心入道
- 『阿波狸合戦』 : 監督寿々喜多呂九平、1939年4月13日公開 - 屋島の禿鷹
- 『足軽女夫鑑』 : 監督西原孝、1939年4月25日公開 - 水戸中納言斎昭公
- 『山内一豊の妻』 : 監督牛原虚彦、1939年6月8日公開 - 千代の父若宮喜助
- 『怪談狂恋女師匠』 : 監督木藤茂、1939年8月1日公開 - 新吉の叔父新兵衛、6分尺の断片が現存（NFC所蔵[9]）
- 『佐竹競艶録』 : 監督藤原忠、1939年8月10日公開 - 酒井左衛門尉
- 『逆巻く潮』 : 監督仁科紀彦、1939年8月31日公開 - 金貸し桑村新造
- 『妻恋信州城』 : 監督吉田信三、1939年9月7日公開 - 武田信玄
- 『文福茶釜』 : 監督木藤茂、1939年9月24日公開 - 茂林寺の和尚守鶴
- 『左甚五郎』（『あやめ人形 左甚五郎』[4]） : 監督吉田信三、1939年9月24日公開 - お綾の父神田の乱心源太（神田の源太[4]）
- 『隠密姫』 : 監督木藤茂、1939年12月7日公開 - 大老土井炊守
- 『木村長門守』 : 監督三星敏雄、1940年2月11日公開 - 真野豊後守
- 『照る日くもる日』 : 監督仁科紀彦、1940年3月14日公開 - 一刀流指南岩村鬼堂
- 『槍の権三』 : 監督吉田信三、1940年3月28日公開 - 宝蔵院流槍術指南浜田六郎右衛門
- 『花嫁十三夜』 : 監督喜多猿八、1940年4月11日公開 - 砲術家吉見長左衛門
- 『花暦八笑人』 : 監督三星敏雄、1940年4月25日公開 - 判八
- 『花咲爺』 : 監督寺門静吉、1940年5月30日公開 - 意地悪爺さん
- 『金毛狐』 : 監督吉田信三、1940年7月7日公開 - 田熊法眼俊次
- 『花婿五千石』 : 監督神脇満（寿々喜多呂九平）、1940年7月25日公開 - 宇和島藩国家老堀越後
- 『明治の女』 : 監督野淵昶、1940年7月31日公開 - 紳商有村
- 『細川血達磨』 : 監督喜多猿八、1940年8月14日公開 - 老中秋元但馬守、61分尺で現存（NFC所蔵[9]）
- 『千両役者』 : 監督吉田信三、1940年9月8日公開 - 長崎の蘭法医半井源太郎
- 『大岡政談 通り魔』 : 監督仁科紀彦、1940年9月15日公開 - 温泉宿杉屋の亭主こんにゃくの勘太
- 『風雲越後城』 : 監督押本七之輔、1940年10月31日公開 - 水戸光圀
- 『夫婦二世』 : 監督野淵昶、1940年12月15日公開 - 大阪北浜の錦糸問屋成宮重蔵
- 『落花の舞』 : 監督西原孝、1940年12月29日公開 - 由比正雪、52分尺で現存（NFC所蔵[9]）
- 『花嫁穏密』 : 監督仁科紀彦、1941年1月4日公開 - 林玄丈、71分尺で現存（NFC所蔵[9]）
- 『牛若丸』 : 監督押本七之輔、1941年1月9日公開 - 大天狗
- 『大石山鹿護送』 : 監督吉田信三、1941年1月14日公開 - 山鹿素行
- 『罪なき町』 : 監督森一生、1941年1月30日公開 - 長兵衛清光
- 『南国絵巻』 : 監督久松静児、製作新興キネマ東京撮影所、配給新興キネマ、1941年2月8日公開 - 文六の友人栗原大作
- 『明け行く土』 : 監督寺門静吉、1941年3月9日公開 - 姉ヶ崎村の名主次郎兵衛
- 『孤城の桜』 : 監督押本七之輔、1941年3月15日公開 - 白河城主結城親朝、76分尺で現存（NFC所蔵[9]）
- 『平家西へ行く』 : 監督仁科紀彦、1941年4月24日公開 - 農夫喜右衛門
- 『雲雀は空に』 : 監督牛原虚彦、1941年4月29日公開 - 所三左衛門
- 『愛の砲術』 : 監督野淵昶、1941年5月15日公開 - 長崎町年寄高島秋帆
- 『葉隠大名』 : 監督三星敏雄、1941年7月31日公開 - 斎藤用之助
- 『男の火華 新門辰五郎』 : 監督牛原虚彦、1941年8月14日公開 - 絵馬屋の勇五郎
- 『伊賀越東軍流』 : 監督仁科紀彦、1941年10月30日公開 - 旗奉行堀川右馬之助
- 『直参風流男』 : 監督押本七之輔、1941年12月30日公開 - 矢部家の老臣本田帯刀、36分尺で現存（NFC所蔵[9]）
- 『大村益次郎』 : 監督森一生、1942年1月14日公開 - 藤村孝益
- 『元禄忠臣蔵 後篇』 : 監督溝口健二、製作松竹京都撮影所、配給松竹、1942年2月11日公開 - 渋川五太夫（自由契約[9]）、111分尺で現存（NFC所蔵[9]）
- 『不知火乙女』 : 監督西原孝、1942年2月15日公開 - 松方内蔵允

### 大映京都撮影所

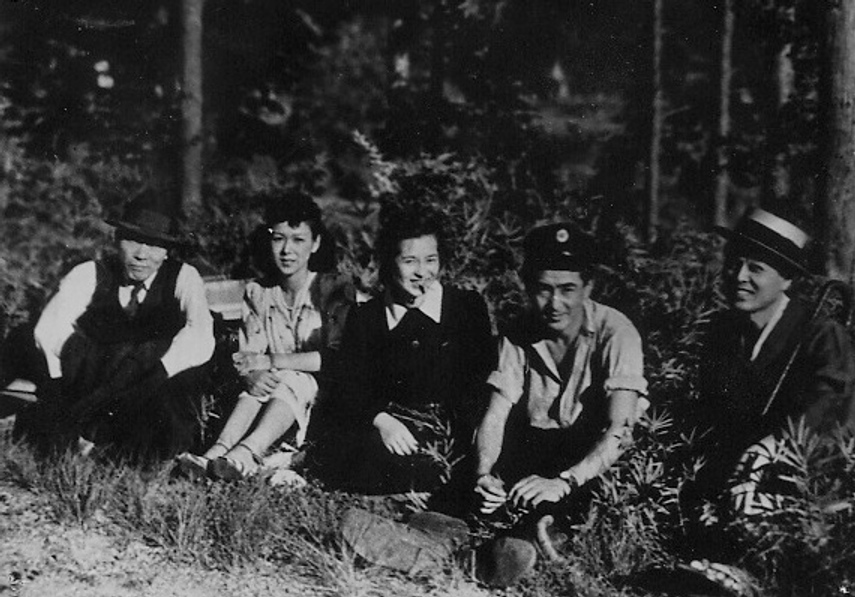
『明日は日本晴れ』（1948年）出演時、満56歳。一番左が荒木、右から2番目は水島道太郎。

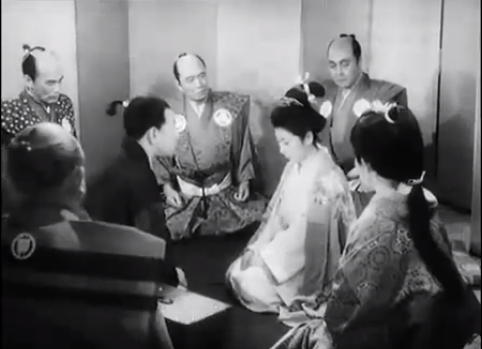
『西鶴一代女』（1952年）出演時、満60歳。奥左から2番目が「重役田代甚左衛門」を演じる荒木。中央の女性が田中絹代。手前右は原駒子。

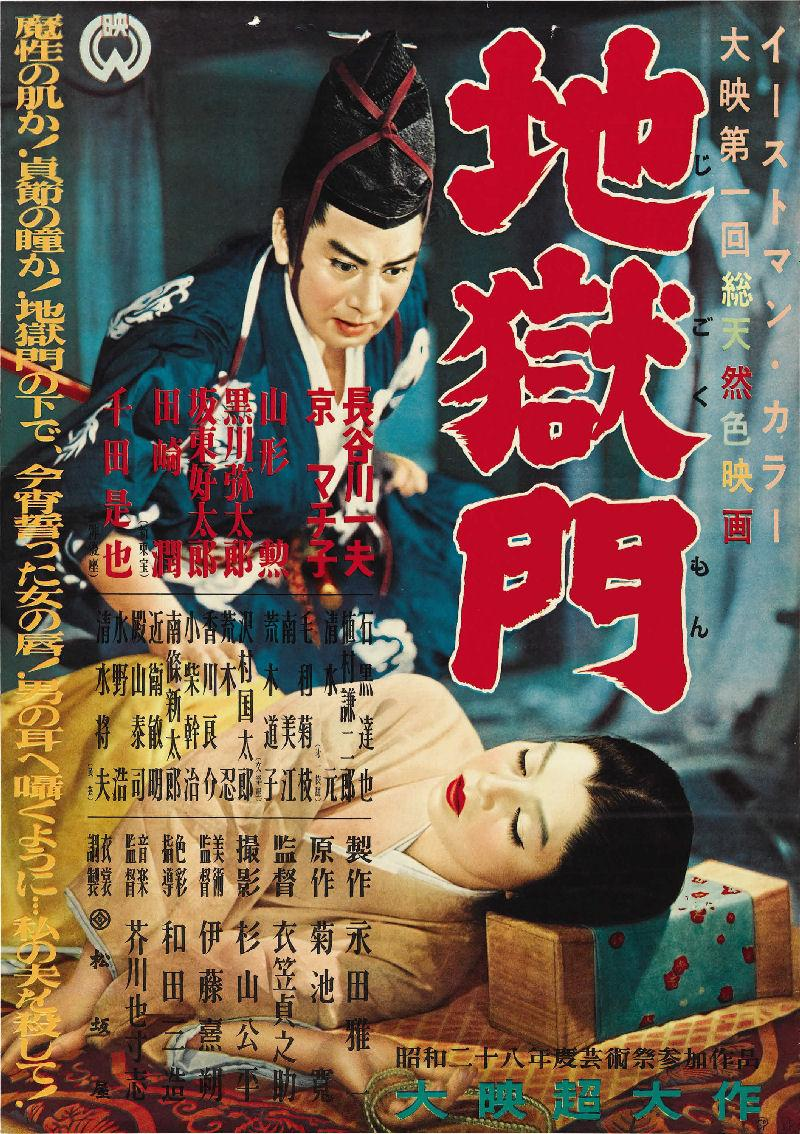
『地獄門』（1953年）公開時のポスター。荒木の名が確認できる。

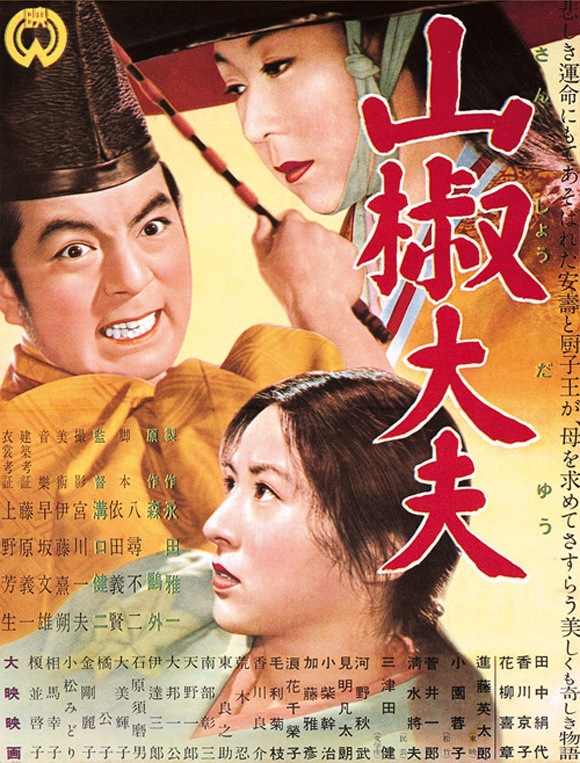
『山椒大夫』（1954年）公開時のポスター。

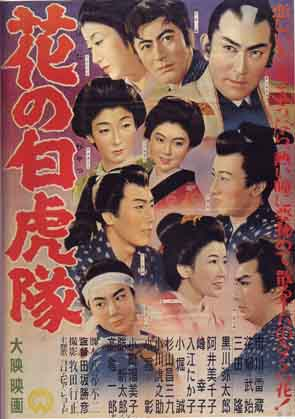
『花の白虎隊』（1954年）公開時のポスター。

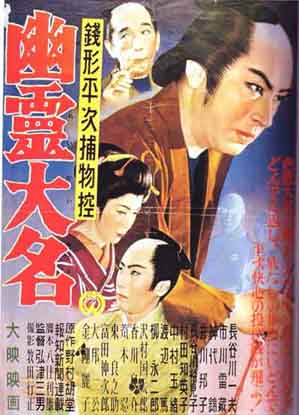
『銭形平次捕物控 幽霊大名』（1954年）公開時のポスター。荒木の名が確認できる。

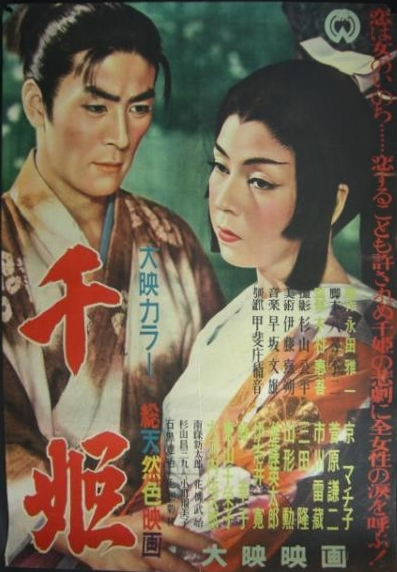
『千姫』（1954年）公開時のポスター。

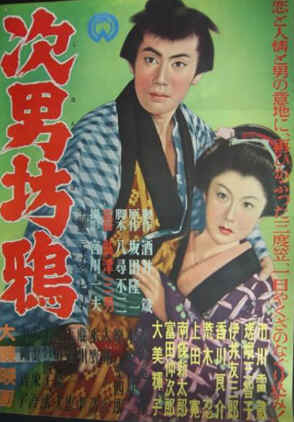
『次男坊鴉』（1955年）公開時のポスター。荒木の名が確認できる。

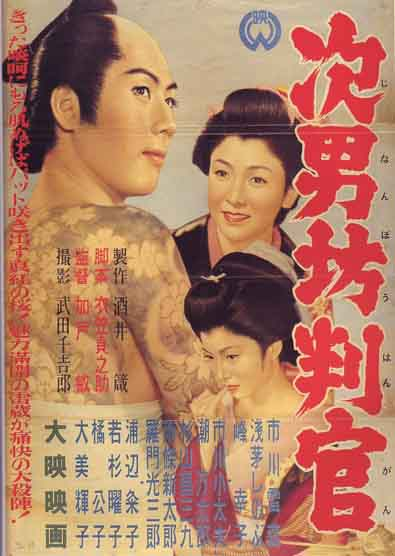
『次男坊判官』（1955年）公開時のポスター。

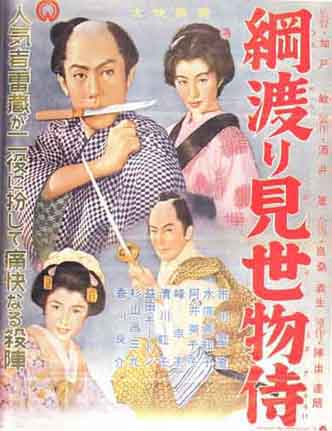
『綱渡り見世物侍』（1955年）公開時のポスター。

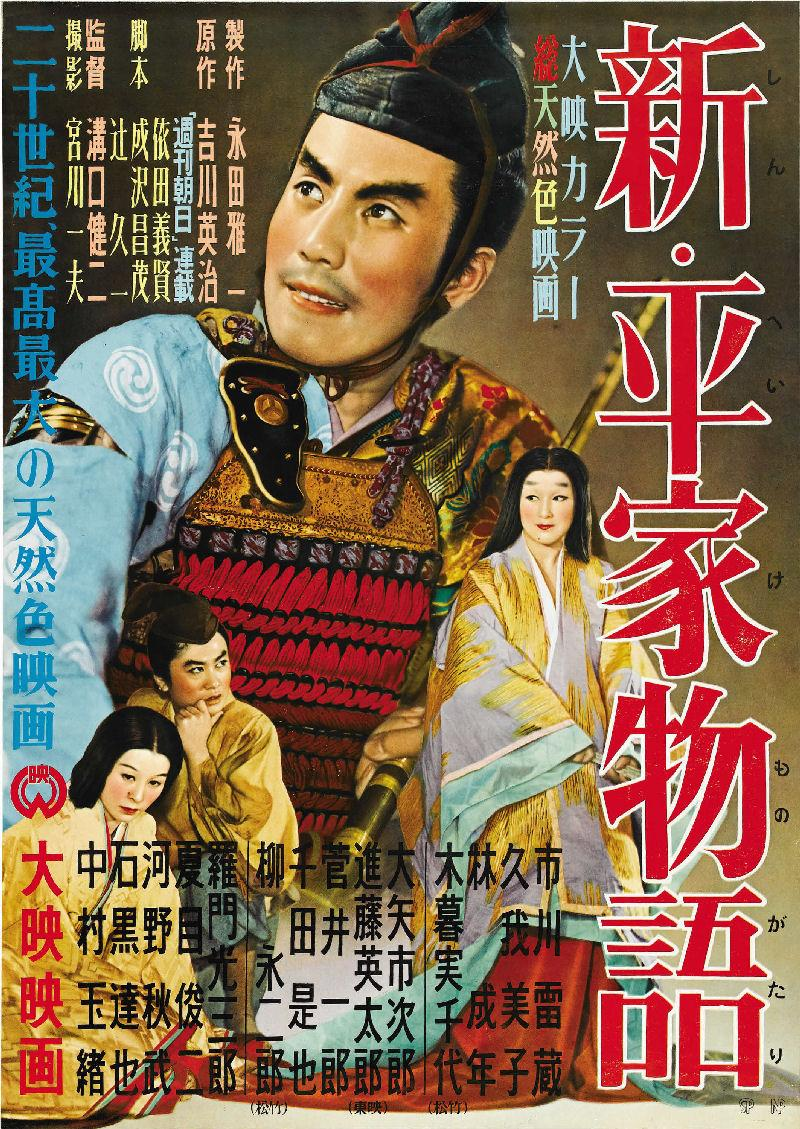
『新・平家物語』（1955年）公開時のポスター。

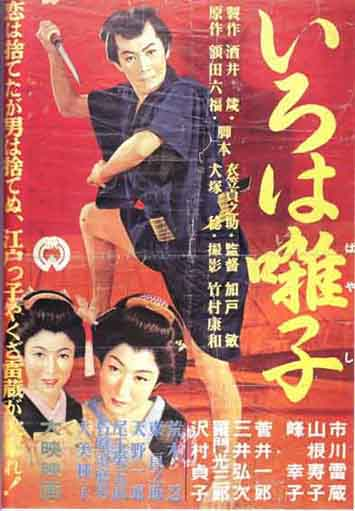
『いろは囃子』（1955年）公開時のポスター。荒木の名が確認できる。

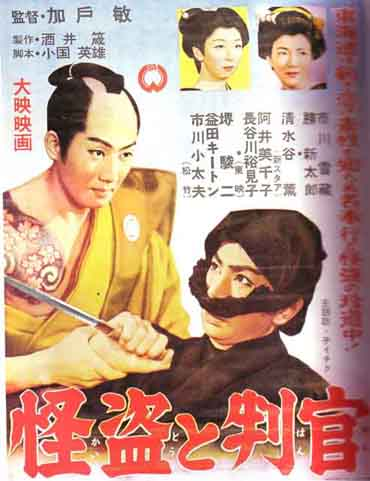
『怪盗と判官』（1955年）公開時のポスター。

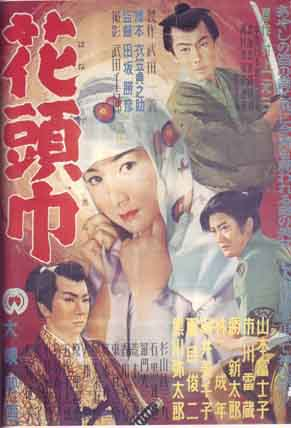
『花頭巾』（1956年）公開時のポスター。荒木の名が確認できる。

特筆以外すべて製作は「大映京都撮影所」、配給は「映画配給社」（戦時中）あるいは「大映」（戦後）、以降すべてトーキーである。
映画配給社 配給
- 『維新の曲』 : 監督牛原虚彦、1942年5月14日公開 - 永井尚志、113分尺で現存（NFC所蔵[9]）
- 『大阪町人』 : 監督森一生、製作大映京都第二撮影所、1942年6月11日公開 - 小野寺十内、69分尺で現存（NFC所蔵[9]）
- 『独眼龍政宗』 : 監督稲垣浩、製作大映京都第一撮影所、1942年7月2日公開 - 役名不明、83分尺で現存（NFC所蔵[9]）
- 『八処女の歌』 : 監督小石栄一・古野栄作、製作大映東京第一撮影所、1942年8月27日公開 - 津村彌七
- 『お市の方』 : 監督野淵昶、製作大映京都第二撮影所、1942年9月10日公開 - 浅井久政、88分尺で現存（NFC所蔵[9]）
- 『江戸の朝霧』 : 監督仁科紀彦、製作大映京都第二撮影所、1942年9月10日公開 - 伊藤玄朴、84分尺で現存（NFC所蔵[9]）
- 『三代の盃』 : 監督森一生、1942年12月11日公開
- 『虚無僧系図』 : 監督押本七之輔、製作大映京都第一撮影所、1943年1月8日公開 - 八百屋太郎兵衛
- 『海ゆかば』 : 監督伊賀山正徳、製作大映京都第二撮影所、1943年5月27日公開 - 加藤大将
- 『決闘般若坂』 : 監督伊藤大輔、1943年7月15日公開 - 手掻ノ包息、『宮本武藏 決鬪般若坂』の題・75分尺で現存（NFC所蔵[9]）
- 『マリア・ルーズ號事件 奴隷船』 : 監督丸根賛太郎、1943年9月2日公開 - 副島外務卿
- 『無法松の一生』 : 監督稲垣浩、1943年10月28日公開 - 奥大将、79分尺で現存（NFC所蔵[9]）
- 『海軍』 : 監督田坂具隆、製作松竹太秦撮影所、1943年12月8日公開 - 軍艦艦長
- 『剣風練兵館』 : 監督牛原虚彦、1944年1月3日公開 - 斎藤弥九郎、87分尺で現存（NFC所蔵[9]）
- 『菊池千本槍 シドニー特別攻撃隊』 : 監督池田富保・白井戦太郎、製作大映、1944年1月14日公開 - 延壽国村
- 『お馬は七十七万石』 : 監督安田公義、1944年2月24日公開 - 富田又左衞門、67分尺で現存（NFC所蔵[9]）
- 『高田馬場前後』（『高田の馬場 前後篇』[4]） : 監督松田定次、1944年6月22日公開 - 堀内源左衛門
- 『小太刀を使ふ女』 : 監督丸根賛太郎、1944年8月3日公開 - 稲葉頼、53分尺で現存（NFC所蔵[9]）
- 『河童大将』 : 監督松田定次、1944年8月31日公開
- 『かくて神風は吹く』 : 監督丸根賛太郎、1944年11月8日公開 - 河野通時
- 『龍の岬』 : 監督白井戦太郎、製作大映、1945年1月11日公開 - 甚兵衛
- 『必勝歌』 : 監督溝口健二・田坂具隆・清水宏・マキノ正博、製作松竹京都撮影所、1945年2月22日公開 - 大河内曹長の父、『情報局制定 必勝歌』の題で80分尺で現存（NFC所蔵[9]）
- 『生ける椅子』 : 監督野淵昶、製作大映、1945年5月17日公開 - 鍋島幹、7分尺の断片が現存（NFC所蔵[9]）

大映 配給
- 『狐の呉れた赤ん坊』 : 監督丸根賛太郎、1945年11月8日公開 - 鎌田大学、85分尺で現存（NFC所蔵[9]）
- 『壮士劇場』 : 監督稲垣浩、1947年5月6日公開 - 名和彦助、86分尺で現存（NFC所蔵[9]）
- 『モデルと若様』 : 監督高木孝一、製作松竹京都撮影所、配給松竹、1947年5月27日公開 - 中西
- 『素浪人罷通る』 : 監督伊藤大輔、1947年10月28日公開 - 常楽院天忠、81分尺で現存（NFC所蔵[9]）
- 『博多どんたく』 : 監督丸根賛太郎、1947年12月30日公開 - 右馬充
- 『山猫令嬢』 : 監督森一生、1948年3月9日公開 - 万平、86分尺で現存（NFC所蔵[9]）
- 『桜御殿』 : 監督マキノ眞三、製作・配給マキノ映画社、1948年7月1日公開 - 黒木の大臣
- 『暗黒街の天使』 : 監督マキノ眞三、製作マキノあやめ池撮影所、配給マキノ映画社、1948年製作・公開 - 畑良輔、83分尺で現存（NFC所蔵[9]）
- 『明日は日本晴れ』（仮題『秋』[6]） : 監督清水宏、製作えくらん社、配給東宝、1948年12月7日公開 - 元老将軍[6]
- 『天狗飛脚』 : 監督丸根賛太郎、1949年1月4日公開 - 天狗屋佐吾兵衛
- 『月よりの使者』 : 監督加戸敏、1949年1月31日公開 - 高木裁判長、86分尺で現存（NFC所蔵[9]）
- 『わが恋は燃えぬ』 : 監督溝口健二、製作松竹京都撮影所、配給松竹、1949年2月9日公開 - 父確、84分尺で現存（NFC所蔵[9]）
- 『佐平次捕物帳 紫頭巾 前篇』 : 監督マキノ正博、製作シネマ・アーチスト・コーポレーション、配給東宝、1949年5月10日公開 - 松平一翁、総集篇96分尺で現存（NFC所蔵[9]）
- 『飛騨の暴れん坊』 : 監督丸根賛太郎、1949年5月16日公開 - 権藤蜂左衛門
- 『佐平次捕物帳 紫頭巾 後篇』 : 監督マキノ正博、製作シネマ・アーチスト・コーポレーション、配給東宝、1949年5月17日公開 - 松平一翁、総集篇96分尺で現存（NFC所蔵[9]）
- 『母恋星』 : 監督安田公義、1949年6月12日公開 - 高秀
- 『わたしの名は情婦』 : 監督森一生、1949年8月22日公開 - 三村、88分尺で現存（NFC所蔵[9]）
- 『透明人間現わる』 : 監督安達伸生、製作大映東京撮影所、1949年9月26日公開 - 畑中義平、82分尺で現存（NFC所蔵[9]）
- 『女殺し油地獄』 : 監督野淵昶、1949年10月31日公開 - 天満屋吉左衛門
- 『火山脈』 : 監督安達伸生、1950年3月26日公開 - 長谷川校長、112分尺で現存（NFC所蔵[9]）
- 『城ケ島の雨』 : 監督田中重雄、製作新演伎座、配給大映、1950年5月20日公開
- 『当たり矢金八捕物帖 千里の虎』 : 監督中川信夫、製作新光映画、配給東京映画配給、1950年6月3日公開 - 天中軒松吉、79分尺で現存（NFC所蔵[9]）
- 『千両肌』 : 監督冬島泰三、製作新演伎座、配給大映、1950年7月15日公開
- 『真珠夫人 処女の巻』（『真珠夫人 前篇』[4][6]） : 監督山本嘉次郎、製作大映東京撮影所、1950年10月21日公開 - 唐沢光徳
- 『真珠婦人 人妻の巻』（『真珠夫人 後篇』[4][6]） : 監督山本嘉次郎、製作大映東京撮影所、1950年11月11日公開 - 唐沢光徳
- 『緋牡丹盗賊』 : 監督安達伸生、1950年12月9日公開 - 世阿彌
- 『紅蝙蝠』 : 監督衣笠貞之助、1950年12月30日公開 - 仁助
- 『又四郎行状記 鬼姫しぐれ』 : 監督中川信夫、製作新東宝・宝プロダクション、配給新東宝、1951年2月11日公開 - 役名不明、83分尺で現存（NFC所蔵[9]）
- 『怪塔伝』[4]（『怪搭伝』） : 監督丸根賛太郎、製作松竹京都撮影所、配給松竹、1951年3月17日公開 - 碌々庵狐堂
- 『神変美女峠』（『又四郎行状記 神変美女峠』[9]） : 監督萩原章、製作新東宝・宝プロダクション、配給新東宝、1951年4月21日公開 - 大島刑部、68分尺で現存（NFC所蔵[9]）
- 『銭形平次』 : 監督森一生、1951年4月28日公開 - 徹了、83分尺で現存（NFC所蔵[9]）
- 『神変美女峠 解決篇 又四郎笠』 : 監督萩原章、製作新東宝・宝プロダクション、配給新東宝、1951年6月1日公開 - 役名不明、80分尺で現存（NFC所蔵[9]）
- 『黄門と弥次喜多 からす組異変』 : 監督並木鏡太郎、製作宝プロダクション、配給新東宝、1951年7月13日公開 - 君良仁左ヱ門、79分尺で現存（日本名画遺産DVD[6]）
- 『水戸黄門漫遊記 飛龍の剣』 : 監督安達伸生、1951年8月3日公開 - 森本安之助
- 『夏祭三度笠』（『夏祭り三度笠』[4][6]） : 監督丸根賛太郎、製作松竹京都撮影所、配給松竹、1951年8月10日公開 - 嘉平
- 『女次郎長ワクワク道中』 : 監督加戸敏、1951年10月4日公開 - 布袋の仙右衛門
- 『剣難女難 女心伝心の巻』（『剣難女難 女心転心の巻』[4]） : 監督加藤泰、製作宝プロダクション、配給新東宝、1951年11月16日公開 - 小野次郎左衛門
- 『心の解放』 : 監督大西原一、製作・配給共同映画製作所、1951年11月24日公開 - 主演
- 『剣難女難 剣光流星の巻』 : 監督加藤泰、製作宝プロダクション、配給新東宝、1951年11月30日公開 - 小野次郎左衛門
- 『銭形平次捕物控 恋文道中』（『銭形平次 恋文道中』[4][6]） : 監督冬島泰三、1951年12月28日公開 - 加奈屋総右衛門
- 『あばれ熨斗』 : 監督安達伸生、1952年2月22日公開 - 寺西弥六郎
- 『修羅城秘聞 双竜の巻』 : 監督衣笠貞之助、製作新演伎座・大映京都撮影所、配給大映、1952年3月20日公開 - 鷲塚主膳、95分尺で現存（NFC所蔵[9]）
- 『西鶴一代女』 : 監督溝口健二、製作児井プロダクション・新東宝、配給新東宝、1952年4月17日公開 - 重役真鍋金右衛門、136分尺で現存（NFC所蔵[9]）
- 『乞食大将』 : 監督松田定次、1945年製作・1952年4月30日公開 - 夜須平四郎、62分尺で現存（NFC所蔵[9]）
- 『続修羅城秘聞 飛竜の巻』（『續 修羅城秘聞 飛雲の巻』[9]『続 修羅城秘聞』[4]） : 監督衣笠貞之助、製作新演伎座・大映京都撮影所、配給大映、1952年5月8日公開 - 鷲塚主膳、95分尺で現存（NFC所蔵[9]）
- 『天保水滸伝 利根の火祭』 : 監督安達伸生、1952年6月26日公開 - 中井孝庵
- 『すっ飛び駕』 : 監督マキノ雅弘（マキノ正博）、1952年8月21日公開 - 丈賀、98分尺で現存（NFC所蔵[9]）
- 『大あばれ孫悟空』 : 監督加戸敏、1952年9月4日公開 - 狙力大仙
- 『大仏開眼』（『大佛開眼』[6]） : 監督衣笠貞之助、1952年11月13日公開 - 良弁、128分尺で現存（NFC所蔵[9]）
- 『神州天馬侠』[4][6]（『神州天馬峡』） : 監督田坂勝彦、1952年12月11日公開 - 大久保長安
- 『あの手この手』 : 監督市川崑、1952年12月23日公開 - 評論家、93分尺で現存（NFC所蔵[9]）
- 『獅子の座』 : 監督伊藤大輔、1953年6月3日公開 - 将軍 家慶、125分尺で現存（NFC所蔵[9]）
- 『丹下左膳』 : 監督マキノ雅弘、1953年7月1日公開 - 小野塚鉄齊、101分尺で現存（NFC所蔵[9]）
- 『怪談佐賀屋敷』 : 監督荒井良平、1953年9月3日公開 - 類典阿闍梨
- 『地獄門』 : 監督衣笠貞之助、1953年10月31日公開 - 家貞、89分尺で現存（NFC所蔵[9]）
- 『魔剣』 : 監督安達伸生、1953年10月31日公開 - 疋田文五郎
- 『怪盗まだら蜘蛛』 : 監督安田公義、1954年1月15日公開 - 太田備中守
- 『雪の夜の決闘』 : 監督衣笠貞之助、1954年2月3日公開 - 草加の金蔵、87分尺で現存（NFC所蔵[9]）
- 『妻恋黒田節』 : 監督犬塚稔、1954年2月17日公開 - 随円和尚
- 『阿波おどり狸合戦』 : 監督加戸敏、1954年3月13日公開 - 富田の九蔵
- 『右門捕物帖 妖鬼屋敷』 : 監督毛利正樹、製作宝塚映画製作所、配給東宝、1954年3月24日公開 - 谷清[8]
- 『山椒大夫』 : 監督溝口健二、1954年3月31日公開 - 左太夫、124分尺で現存（NFC所蔵[9]）
- 『續家庭の事情 さいざんすの巻』[6][8]（『家庭の事情 さイざんすの巻』[3]） : 監督小田基義、製作宝塚映画製作所、配給東宝、1954年4月14日公開 - 石橋社長[8]
- 『快盗三人吉三』 : 監督冬島泰三、製作松竹京都撮影所、配給松竹、1954年4月21日公開 - 笹川幸十郎
- 『剣侠江戸紫』 : 監督並木鏡太郎、製作・配給新東宝、1954年5月10日公開 - 医者玄庵、113分尺で現存（日本名画遺産DVD[6]） / 112分尺で現存（NFC所蔵[9]）
- 『風流あじろ笠』 : 監督丸根賛太郎、製作宝塚映画製作所、配給東宝、1954年5月26日公開 - 中山
- 『里見八犬伝 第一部 妖刀村雨丸』 : 監督河野寿一、製作東映京都撮影所、配給東映、1954年5月31日公開 - ゝ大法師
- 『恋風街道』 : 監督冬島泰三、製作宝塚映画製作所、配給東宝、1954年8月8日公開 - 新門辰五郎
- 『鉄火奉行』 : 監督衣笠貞之助、1954年8月11日公開 - 大沢政次郎
- 『続水戸黄門漫遊記 地獄極楽大騒ぎ』[3]（『水戸黄門漫遊記 地獄極楽大騒ぎ』[4][6]） : 監督伊賀山正徳、製作東映京都撮影所、配給東映、1954年8月24日公開 - 上原九太夫
- 『花の白虎隊』 : 監督田坂勝彦、1954年8月25日公開 - 日中土佐、91分尺で現存（角川DVD[6]）
- 『此村大吉』 : 監督マキノ雅弘、1954年9月1日公開 - 太田鉄斎、94分尺で現存（NFC所蔵[9]）
- 『銭形平次捕物控 幽霊大名』 : 監督弘津三男、1954年9月29日公開 - 堀田相模守
- 『忠臣蔵 花の巻・雪の巻』 : 監督大曾根辰夫、製作松竹京都撮影所、配給松竹、1954年10月17日公開 - 吉田忠左衛門
- 『千姫』 : 監督木村恵吾、1954年10月20日公開 - 坂崎勘兵衛
- 『近松物語』 : 監督溝口健二、1954年11月23日公開 - 公卿の諸太夫、103分尺で現存（NFC所蔵[9]）
- 『岩見重太郎 決戦天の橋立』 : 監督渡辺邦男、1954年12月29日公開 - 三浦将監[8]
- 『紋三郎の秀』 : 監督冬島泰三、製作・配給新東宝、1955年1月15日公開 - 御家人天野喜兵衛、91分完全尺で現存（日本名画遺産DVD[6]）
- 『次男坊鴉』 : 監督弘津三男、1955年1月29日公開 - 古河の七五郎
- 『春秋あばれ獅子』 : 監督河野寿一、製作東映京都撮影所、配給東映、1955年2月7日公開 - 役名不明、73分尺で現存（NFC所蔵[9]）
- 『次男坊判官』 : 監督加戸敏、1955年3月25日公開 -  彫為
- 『天下を狙う美少年』 : 監督荒井良平、1955年4月8日公開 - 松平伊豆守
- 『風雲日月双紙』 : 監督酒井辰雄、製作松竹京都撮影所、配給松竹、1955年5月11日公開 - 遠州屋万兵衛
- 『旗本やくざ』 : 監督志村敏夫、製作宝塚映画製作所、配給東宝、1955年5月13日公開 - 質屋の徳兵衛[8]
- 『海の小扇太』 : 監督志村敏夫、製作宝塚映画製作所、配給東宝、1955年6月29日公開 - 泉屋の太兵衛[8]
- 『疾風の晴太郎』 : 監督佐藤幸也、製作宝塚映画製作所、配給東宝、1955年7月12日公開 - 磐城屋重兵衛[8]
- 『銭形平次捕物控 どくろ駕籠』 : 監督田坂勝彦、1955年7月12日公開 - 竹川軍兵衛
- 『御存じ快傑黒頭巾 新選組追撃』（『御存知快傑黒頭巾 新選組追撃』[4][6]） : 監督内出好吉、製作東映京都撮影所、配給東映、1955年8月7日公開 - 松平容保
- 『綱渡り見世物侍』 : 監督加戸敏、1955年9月6日公開 - 折井玄庵
- 『新・平家物語』 : 監督溝口健二、1955年9月21日公開 - 乗円、107分尺で現存（NFC所蔵[9]）
- 『荒木又右衛門』 : 監督堀内真直、製作松竹京都撮影所、配給松竹、1955年9月21日公開 - 河合半左衛門
- 『若き日の千葉周作』 : 監督酒井辰雄、製作松竹京都撮影所、配給松竹、1955年10月4日公開 - 千葉幸右衛門
- 『青銅の基督』 : 監督渋谷実、製作松竹京都撮影所、配給松竹、1955年10月11日公開 - 藤田多門、108分尺で現存（NFC所蔵[9]）
- 『悪太郎売出す』 : 監督荒井良平、1955年10月19日公開 - 島村の利三郎
- 『絵島生島』 : 監督大庭秀雄、製作松竹京都撮影所、配給松竹、1955年10月30日公開 - 老中
- 『いろは囃子』 : 監督加戸敏、1955年11月1日公開 - 大和屋利右衛門
- 『薩摩飛脚 完結篇』 : 監督河野寿一、製作東映京都撮影所、配給東映、1955年11月15日公開 - 赤堀玄哲
- 『怪盗と判官』 : 監督加戸敏、1955年12月7日公開 - 京都所司代
- 『復讐淨瑠璃坂 第一部 鬼伏峠の襲撃』[8]（『復讐浄瑠璃坂 第一部 鬼伏峠の襲撃』[3]） : 監督二川文太郎・並木鏡太郎、製作宝塚映画製作所、配給東宝、1955年12月11日公開 - 奥平内蔵丞[8]
- 『唄祭り 江戸っ子金さん捕物帖』 : 監督冬島泰三、製作新芸プロダクション、配給新東宝、1955年12月27日公開 - 水野越前守
- 『黒田騒動』 : 監督内田吐夢、製作東映京都撮影所、配給東映、1956年1月8日公開 - 弥次兵衛、108分尺で現存（NFC所蔵[9]）
- 『又四郎喧嘩旅』 : 監督田坂勝彦、1956年1月9日公開 - 茅野修理、85分完全尺で現存（大映VHS[6]）
- 『新平家物語 義仲をめぐる三人の女』 : 監督衣笠貞之助、1956年1月15日公開 - 弥兵衛宗清、121分尺で現存（NFC所蔵[9]）
- 『剣豪二刀流』 : 監督松田定次、製作東映京都撮影所、配給東映、1956年3月1日公開 - 寒知和尚
- 『鞍馬天狗 御用盗異変』 : 監督並木鏡太郎、製作宝塚映画製作所、配給東宝、1956年3月13日公開 - 西国屋清兵衛[8]
- 『隠密七生記 剣雲碓氷峠の乱陣』 : 監督渡辺邦男、製作・配給新東宝、1956年3月27日公開 - 久世右馬之亟
- 『浅太郎鴉』 : 監督三隅研次、1956年3月28日公開 - 茂兵衛
- 『残菊物語』 : 監督島耕二、1956年4月23日公開 - 木賃宿の亭主、111分尺で現存（NFC所蔵[9]）
- 『剣法奥儀 二刀流雪柳』 : 監督深田金之助、製作東映京都撮影所、配給東映、1956年5月18日公開 - 中島清五兵衛
- 『伝七捕物帖 女狐駕籠』 : 監督福田晴一、製作松竹京都撮影所、配給松竹、1956年6月1日公開 - 山城屋重兵衛
- 『花の兄弟』 : 監督三隅研次、1956年6月8日公開 - 島田虎之助
- 『花頭巾』 : 監督田坂勝彦、1956年7月25日公開 - 津築権兵衛（島津家番頭）
- 『逢いぞめ笠』 : 監督加戸敏、1956年9月5日公開 - 相川の治太郎
- 『海の百万石』 : 監督内出好吉、製作東映京都撮影所、配給東映、1956年9月11日公開 - 長大隅守
- 『惚れるな弥ン八』 : 監督村山三男、製作大映東京撮影所、1956年9月26日公開 - 志茂甚右ヱ門
- 『御存じ快傑黒頭巾 神出鬼没』 : 監督深田金之助、製作東映京都撮影所、配給東映、1956年10月2日公開 - 土屋佐渡守
- 『月形半平太 花の巻 嵐の巻』 : 監督衣笠貞之助、1956年10月17日公開 - 原伊予守、109分尺で現存（NFC所蔵[9]）
- 『続花頭巾』 : 監督田坂勝彦、1956年11月7日公開 - 津築権兵衛
- 『魔像』 : 監督深田金之助、製作東映京都撮影所、配給東映、1956年11月28日公開 - 壁辰
- 『男の花道』 : 監督冬島泰三、製作宝塚映画製作所、配給東宝、1956年12月5日公開 - 桜田治助[8]
- 『あばれ鳶』 : 監督森一生、1956年12月12日公開 - 荒尾但馬守、89分尺で現存（NFC所蔵[9]）
- 『編笠権八』 : 監督三隅研次、1956年12月28日公開 - 神道十兵衛、65分完全尺で現存（角川DVD[6]） / 65分完全尺で現存（NFC所蔵[9]）
- 『銭形平次捕物控 まだら蛇』 : 監督加戸敏、1957年1月3日公開 - 大沼玄蕃
- 『鼠小僧忍び込み控 子の刻参上』 : 監督田坂勝彦、1957年1月29日公開 - 相良甚右衛門（松平家御用人）
- 『花まつり男道中』 : 監督小沢茂弘、製作東映京都撮影所、配給東映、1957年1月29日公開 - 宇都宮の文七
- 『海賊奉行』 : 監督深田金之助、製作東映京都撮影所、配給東映、1957年2月25日公開 - 稲葉能登守
- 『大阪物語』 : 監督吉村公三郎、1957年3月6日公開 - 役名不明、96分尺で現存（NFC所蔵[9]）
- 『大名囃子』 : 監督佐々木康、製作東映京都撮影所、配給東映、1957年3月13日公開 - 埼玉屋梅翁
- 『朱雀門』 : 監督森一生、1957年3月20日公開 - 久世広周（老中）、100分尺で現存（NFC所蔵[9]）
- 『鞍馬天狗 角兵衛獅子』 : 監督河野寿一、製作東映京都撮影所、配給東映、1957年4月23日公開 - 鷲田備後
- 『刃傷未遂』 : 監督加戸敏、1957年5月13日公開 - 鳶頭金兵衛
- 『股旅男八景 殿さま鴉』 : 監督小沢茂弘、製作東映京都撮影所、配給東映、1957年6月10日公開 - 岸本将監
- 『怪猫夜泣き沼』 : 監督田坂勝彦、1957年6月18日公開 - 龍造寺閑斉
- 『緋ぼたん肌』 : 監督萩原遼、製作東映京都撮影所、配給東映、1957年7月2日公開 - 花川戸の仁三郎
- 『三日月秘文』 : 監督三隅研次、1957年7月9日公開 - 三鬼清澄（与一郎の父）
- 『強情親爺とピンボケ息子』 : 監督小田基義、製作宝塚映画製作所、配給東宝、1957年7月9日公開 - 阿波屋の旦那
- 『誉れの陣太鼓』 : 監督井沢雅彦、製作東映京都撮影所、配給東映、1957年7月9日公開 - 神崎与左ヱ門
- 『大菩薩峠』 : 監督内田吐夢、製作東映京都撮影所、配給東映、1957年7月13日公開 - 中村一心斎、119分尺で現存（NFC所蔵[9]）
- 『雪姫七変化』 : 監督伊賀山正光、製作東映京都撮影所、配給東映、1957年7月23日公開 - 朝倉筑後
- 『魔の紅蜥蜴』 : 監督深田金之助、製作東映京都撮影所、配給東映、1957年7月23日公開 - 隆円
- 『万五郎天狗』 : 監督森一生、1957年8月6日公開 - 津田近江守
- 『赤胴鈴之助 鬼面党退治』 : 監督安田公義、1957年8月13日公開 - 大島赤心斎
- 『赤胴鈴之助 飛鳥流真空斬り』 : 監督安田公義、1957年8月25日公開 - 大鳥赤心斉
- 『森の石松』 : 監督田坂勝彦、1957年9月3日公開 - 森の五郎
- 『黄金の伏魔殿』 : 監督佐々木康、製作東映京都撮影所、配給東映、1957年9月8日公開 - 教月
- 『鳴門秘帖』 : 監督衣笠貞之助、1957年9月29日公開 - 松見武右衛門（徳島藩勘定役）、101分尺で現存（NFC所蔵[9]）
- 『忍術若衆 天馬小太郎』 : 監督天野信、1957年10月29日公開 - 大鷹将監
- 『鬼火駕籠』 : 監督弘津三男、1957年11月10日公開 - 松平備中守
- 『清水港喧嘩旅』 : 監督渡辺実、1957年12月8日公開 - 焼津の喜兵衛
- 『桃太郎侍』 : 監督三隅研次、1957年12月15日公開 - 慈海和尚
- 『日露戦争勝利の秘史 敵中横断三百里』 : 監督森一生、製作大映東京撮影所、1957年12月28日公開 - 桂総理大臣、83分尺で現存（NFC所蔵[9]）
- 『旗本退屈男 謎の蛇姫屋敷』 : 監督佐々木康、製作東映京都撮影所、配給東映、1957年12月28日公開 - 京極備中守
- 『銭形平次捕物控 八人の花嫁』 : 監督田坂勝彦、1958年1月3日公開 - 妙法院玄道
- 『月姫系図』 : 監督渡辺実、1958年1月9日公開 - 鳥の目源三
- 『千両槍』 : 監督天野信、1958年1月29日公開 - 戸田頼母
- 『江戸っ子祭』 : 監督島耕二、1958年2月12日公開 - 酒井雅楽頭
- 『陽気な仲間』 : 監督弘津三男、1958年3月18日公開 - 大和田帯刀
- 『忠臣蔵』 : 監督渡辺邦男、1958年4月1日公開 - 堀部弥兵衛、164分尺で現存（NFC所蔵[9]）
- 『命を賭ける男』 : 監督加戸敏、1958年4月29日公開 - 本庄助太夫
- 『怪猫呪いの壁』 : 監督三隅研次、1958年6月15日公開 - 大脇主馬
- 『白蛇小町』 : 監督弘津三男、1958年6月15日公開 - 覚山
- 『銭形平次捕物控 鬼火燈籠』 : 監督加戸敏、1958年7月27日公開 - 備前屋幸右衛門
- 『消えた小判屋敷』 : 監督天野信、1958年8月19日公開 - 桑村将監
- 『サザエさんの婚約旅行』 : 監督青柳信雄、製作宝塚映画製作所、配給東宝、1958年8月26日公開 - 支那服の老人[8]
- 『東海道の野郎ども』 : 監督田坂勝彦、1958年8月26日公開 - 金谷の信造
- 『月の影法師 消えゆく能面』 : 監督弘津三男、1958年8月31日公開 - 三世真澄
- 『執念の蛇』 : 監督三隅研次、1958年9月7日公開 - 伊勢屋次郎兵衛
- 『日蓮と蒙古大襲来』 : 監督渡辺邦男、1958年10月1日公開 - 良寛、138分完全尺で現存（角川DVD[6]）
- 『血文字船』 : 監督田坂勝彦、1958年10月27日公開 - 森主膳
- 『濡れ髪剣法』 : 監督加戸敏、1958年11月8日公開 - 大和屋弥七、89分完全尺で現存（角川DVD[6]）
- 『伊賀の水月』 : 監督渡辺邦男、1958年11月15日公開 - 荒尾豊後
- 『赤胴鈴之助 黒雲谷の雷人』 : 監督渡辺実、1958年11月15日公開 - 旗野内膳
- 『弁天小僧』 : 監督伊藤大輔、1958年11月29日公開 - 源之丞、86分尺で現存（NFC所蔵[9]）
- 『大映の水戸黄門漫遊記』（『水戸黄門漫遊記』[4][6]） : 監督三隅研次、1958年12月21日公開 - 中山備前守
- 『銭形平次捕物控 雪女の足跡』 : 監督加戸敏、1958年12月28日公開 - 和尚栄信、80分尺で現存（NFC所蔵[9]）
- 『遊太郎巷談』 : 監督田坂勝彦、1959年1月14日公開 - 水野越中守
- 『青蛇風呂』 : 監督弘津三男、1959年1月22日公開 - 津田屋幸兵衛
- 『天竜の鴉』 : 監督安田公義、1959年1月22日公開 - 太田律軒
- 『鬼女系図』 : 監督渡辺実、1959年1月27日公開 - 笠間備中守
- 『かげろう笠』 : 監督三隅研次、1959年1月28日公開 - 岡村十郎兵衛、87分尺で現存（NFC所蔵[9]）
- 『蛇姫様』 : 監督渡辺邦男、1959年2月25日公開 - 米五郎
- 『からくり雛人形』 : 監督、1959年2月25日公開 - 京屋松五郎
- 『若き日の信長』 : 監督森一生、1959年3月17日公開 - 林佐渡守、97分完全尺で現存（角川DVD[6]） / 97分完全尺で現存（NFC所蔵[9]）
- 『山田長政 王者の剣』 : 監督加戸敏、1959年5月1日公開 - 松本新左衛門
- 『紅あざみ』 : 監督安田公義、1959年5月8日公開 - 葛城少将、78分尺で現存（NFC所蔵[9]）
- 『千羽鶴秘帖』 : 監督三隅研次、1959年5月20日公開 - 父松造
- 『次郎長富士』 : 監督森一生、1959年6月2日公開 -三右衛門、104分尺で現存（NFC所蔵[9]）
- 『四谷怪談』 : 監督三隅研次、1959年7月1日公開 - 松村彦六
- 『怪談一つ目地蔵』 : 監督深田金之助、製作東映京都撮影所、配給東映、1959年7月14日公開 - 妙厳禅師
- 『新吾十番勝負 第二部』 : 監督小沢茂弘、製作東映京都撮影所、配給東映、1959年8月19日公開 - 水野和泉守
- 『町奉行日記 鉄火牡丹』 : 監督三隅研次、1959年9月13日公開 - 今村掃部
- 『かげろう絵図』 : 監督衣笠貞之助、1959年9月27日公開 - 林肥後守、118分完全尺で現存（角川DVD[6]）
- 『風来物語 仁侠篇』 : 監督渡辺邦男、1959年10月28日公開 - 幸蔵
- 『薄桜記』 : 監督森一生、1959年11月22日公開 - 堀部弥兵衛、110分完全尺で現存（角川DVD[6]） / 109分完全尺で現存（NFC所蔵[9]）
- 『浮かれ三度笠』 : 監督田中徳三、1959年12月6日公開 - 坂部監物、99分完全尺で現存（角川DVD[6]）
- 『千姫御殿』 : 監督三隅研次、1960年1月14日公開 - 慈眼上人
- 『風雲将棋谷』 : 監督田坂勝彦、1960年2月3日公開 - 佐々松蔵
- 『濡れ髪喧嘩旅』 : 監督森一生、1960年2月17日公開 - 黒崎主膳、98分完全尺で現存（角川DVD[6]）
- 『銭形平次捕物控 美人蜘蛛』 : 監督三隅研次、1960年3月1日公開 - 松平
- 『透明天狗』 : 監督弘津三男、1960年3月1日公開 - 松平備中守
- 『よさこい三度笠』 : 監督安田公義、1960年3月16日公開 - 川股の金蔵
- 『幽霊小判』 : 監督井上昭、1960年4月6日公開 - 恵海和尚
- 『大江山酒天童子』 : 監督田中徳三、1960年4月27日公開 - 安倍晴明
- 『人肌呪文』 : 監督加戸敏、1960年5月11日公開 - 横地玄白斎
- 『お嬢さん三度笠』 : 監督安田公義、1960年5月11日公開 - 本間監物
- 『歌行燈』 : 監督衣笠貞之助、1960年5月18日公開 - 宗山、114分完全尺で現存（角川DVD[6]） / 113分尺で現存（NFC所蔵[9]）
- 『続次郎長富士』 : 監督森一生、1960年6月1日公開 - 三河の為五郎、109分完全尺で現存（角川DVD[6]）
- 『源太郎船』 : 監督渡辺邦男、1960年6月15日公開 - 利助
- 『海蛇大名』 : 監督弘津三男、1960年6月26日公開 - 松下監物
- 『東海道ちゃっきり娘』 : 監督加戸敏、1960年7月31日公開 - 土井大炊頭
- 『安珍と清姫』 : 監督島耕二、1960年8月9日公開 - 増全
- 『不知火検校』 : 監督森一生、1960年9月1日公開 - 不知火検校、91分完全尺で現存（角川DVD[6]・ポニーキャニオンDVD）
- 『元禄女大名』 : 監督安田公義、1960年9月9日公開 - 岡地三太夫、83分尺で現存（NFC所蔵[9]）
- 『大菩薩峠』 : 監督三隅研次、1960年10月18日 - 中村一心斎、106分尺で現存（NFC所蔵[9]）
- 『忠直卿行状記』 : 監督森一生、1960年11月22日公開 - 小山丹後、94分完全尺で現存（角川DVD[6]） / 94分尺で現存（NFC所蔵[9]）
- 『わんぱく公子』 : 監督弘津三男、1960年11月22日公開 - 堀田備前守
- 『侠客春雨傘』[4][6]（『剣客春雨傘』） : 監督渡辺邦男、1960年12月7日公開 - 大口屋治左衛門
- 『薔薇大名』 : 監督池広一夫、1960年12月7日公開 - 石田帯刀
- 『晴小袖』 : 監督安田公義、1961年1月9日公開 - 角万
- 『小次郎燕返し』 : 監督田坂勝彦、1961年1月9日公開 - 成就坊
- 『風と雲と砦』 : 監督森一生、1961年2月22日公開 - 左治平、92分完全尺で現存（角川DVD[6]）
- 『おてもやん』 : 監督土井茂、1961年5月3日公開 - 橋爪弾正
- 『大菩薩峠 完結篇』 : 監督森一生、1961年5月17日公開 - 慢心和尚
- 『ドドンパ酔虎伝』 : 監督田中徳三、1961年6月7日公開 - 須貝甚左衛門
- 『沓掛時次郎』 : 監督池広一夫、1961年6月14日公開 - 源右衛門
- 『舞妓の休日』 : 監督西山正輝、1961年7月12日公開 - 住職
- 『小太刀を使う女』 : 監督池広一夫、1961年8月13日公開 - 稲葉頼
- 『鯉名の銀平』 : 監督田中徳三、1961年8月27日公開 - 大鍋の島太郎、97分尺で現存（NFC所蔵[9]）
- 『すっとび仁義』 : 監督安田公義、1961年9月15日公開 - 総州屋政五郎
- 『悪名』 : 監督田中徳三、1961年9月30日公開 - 善兵衛、94分尺で現存（NFC所蔵[9]）
- 『色の道教えます 夢三夜』 : 監督加戸敏、1961年10月11日公開 - 浦野屋吉兵衛
- 『いれずみ乳房』 : 監督田坂勝彦、1961年10月25日公開 - 佐々木伊予守
- 『釈迦』 : 監督三隅研次、1961年11月1日公開 - 行者
- 『お兄哥さんとお姐さん』 : 監督黒田義之、1961年12月8日公開 - 見山
- 『続悪名』 : 監督田中徳三、1961年12月17日公開 - 喜兵衛、94分尺で現存（NFC所蔵[9]）
- 『化身』 : 監督森一生、1962年1月14日公開 - 阿闍梨
- 『雁の寺』 : 監督川島雄三、1962年1月21日公開 - 杉本独石、98分尺で現存（NFC所蔵[9]）
- 『三代の盃』 : 監督森一生、1962年3月4日公開 - 小磯文之進
- 『中山七里』 : 監督池広一夫、1962年5月27日公開 - 吉五郎、87分完全尺で現存（角川DVD[6]）
- 『新悪名』 : 監督森一生、1962年6月3日公開 - 善兵衛、99分完全尺で現存（角川DVD[6]）
- 『お吟さま』 : 監督田中絹代、製作にんじんくらぶ、配給松竹、1962年6月3日公開 - 役名不明、101分尺で現存（NFC所蔵[9]）
- 『雲右ヱ門とその妻』（『雲右衛門とその妻』[4][6]） : 監督安田公義、1962年6月24日公開 - 京山文円
- 『江戸へ百七十里』 : 監督森一生、1962年7月29日公開 - 中橋茂右衛門、83分完全尺で現存（角川DVD[6]）
- 『長脇差忠臣蔵』 : 監督渡辺邦男、1962年8月12日公開 - 相生の重吉
- 『青葉城の鬼』 : 監督三隅研次、1962年9月1日公開 - 阿部豊後守、100分尺で現存（NFC所蔵[9]）
- 『陽気な殿様』 : 監督森一生、1962年12月15日公開 - 呑水和尚
- 『新選組始末記』 : 監督三隅研次、1963年1月3日公開 - 正木道順、93分完全尺で現存（角川DVD[6]） / 93分尺で現存（NFC所蔵[9]）
- 『影を斬る』 : 監督池広一夫、1963年3月1日公開 - 伊逢安房、82分完全尺で現存（角川DVD[6]）
- 『第三の影武者』 : 監督井上梅次、1963年4月21日公開 - 三木自綱、104分完全尺で現存（角川DVD[6]）
- 『江戸無情』 : 監督西山正輝、1963年5月22日公開 - 山田玄蕃、85分尺で現存（NFC所蔵[9]）
- 『手討』 : 監督田中徳三、1963年5月29日公開 - 島津薩摩守、85分尺で現存（NFC所蔵[9]）
- 『続・忍びの者』 : 監督山本薩夫、1963年8月10日公開 - 里村紹巴、93分完全尺で現存（角川DVD[6]） / 93分尺で現存（NFC所蔵[9]）
- 『舞妓と暗殺者』 : 監督三隅研次、1963年8月28日公開 - 柳月亭の仲居
- 『妖僧』 : 監督衣笠貞之助、1963年10月5日公開 - 智然僧都、98分完全尺で現存（角川DVD[6]） / 98分尺で現存（NFC所蔵[9]）
- 『眠狂四郎殺法帖』 : 監督田中徳三、1963年11月2日公開 - 僧空然、82分完全尺で現存（角川DVD[6]） / 81分尺で現存（NFC所蔵[9]）
- 『桃太郎侍』 : 監督井上昭、1963年12月19日公開 - 慈海和尚
- 『乞食大将』 : 監督田中徳三、1964年11月28日公開 - 揚西堂
- 『忍びの者 続・霧隠才蔵』 : 監督池広一夫、1964年12月30日公開 - 宗全、91分完全尺で現存（角川DVD[6]）
- 『眠狂四郎魔性剣』 : 監督安田公義、1965年5月1日公開 - 高垣将監、75分完全尺で現存（角川DVD[6]）
- 『無法松の一生』 : 監督三隅研次、1965年7月14日公開 - 町の古老、96分尺で現存（NFC所蔵[9]）
- 『ほんだら剣法』 : 監督森一生、1965年12月11日公開 - 石川大和
- 『若親分乗り込む』 : 監督井上昭、1966年5月3日公開 - 磯田新兵衛
- 『殿方御用心』 : 監督土井茂、1966年6月22日公開 - 佐藤信之
- 『大殺陣 雄呂血』 : 監督田中徳三、1966年7月2日公開 - 高倉勘解由、87分完全尺で現存（角川DVD[6]） / 87分尺で現存（NFC所蔵[9]）
- 『座頭市海を渡る』 : 監督池広一夫、1966年8月13日公開 - 金右衛門、82分完全尺で現存（角川DVD[6]） / 82分尺で現存（NFC所蔵[9]）
- 『妖怪百物語』 : 監督安田公義、1968年3月20日公開 - 老僧、79分完全尺で現存（角川DVD[6]） / 79分尺で現存（NFC所蔵[9]）
- 『眠狂四郎人肌蜘蛛』 : 監督安田公義、1968年5月1日公開 - 老百姓、80分完全尺で現存（角川DVD[6]）
- 『牡丹燈籠』 : 監督山本薩夫、1968年6月15日公開 - 良石和尚